# Sporvejsmuseet Skjoldenæsholm
Sporvejsmuseet Skjoldenæsholm er et museum for sporvogne og busser, der ligger ved herregården Skjoldenæsholm på Midtsjælland mellem Ringsted og Hvalsø. Museet blev indviet 26. maj 1978 og er efterfølgende blevet udbygget, så det i dag er et af de fem førende af sin art i verden. Museet anlægges og drives af ca. 170 frivillige medlemmer af Sporvejshistorisk Selskab (SHS), der også står for restaurering og vedligeholdelse.
Museets samling af sporvogne, busser og andre effekter, der har med kollektiv trafik at gøre, er blevet opbygget af Sporvejshistorisk Selskab, siden foreningen blev stiftet i 1965. Samlingen fokuserer primært på de tre danske sporvejsbyer, København, Aarhus og Odense, men man har også erhvervet flere udenlandske sporvogne. Museet råder pr. 2021 over ca. 140 sporvogne og busser, hvoraf ca. 30 sporvogne og 15 busser er godkendt til kørsel med passagerer. En del af de andre er udstillede, mens resten er under restaurering eller opmagasinerede. Den ældste vogn de besøgende kan opleve er en bivogn fra 1872, mens den yngste er en bus fra 2009.
Museet råder over to sporvejsstrækninger. En kort strækning på ca. 300 meter med meterspor til vogne fra Aarhus, Flensborg og Basel forbinder en parkeringsplads med selve museumsområdet. En længere strækning på ca. 1,5 km med normalspor til vogne fra København, Odense og flere udenlandske byer går fra museumsområdet og ind i Højbjerg Skov, hvor der ligger en picnicplads med en cafévogn. Sporene er anlagt på en del af den i 1936 nedlagte Sjællandske Midtbane. På selve museumsområdet er der flere bygninger til udstilling, opbevaring og restaurering. Blandt andet er der en original sporvognsremise i bindingsværk fra København og en moderne udstillingshal til busser, der udover museumsvogne også rummer plancheudstillinger, modeller og andre effekter. I udstillingshallen og en depotremise overfor er der desuden indrettet kulisser med butikker fra 1940-1970 for at give indtryk af et bymiljø. Derudover er der opsat forskelligt gammelt gadeinventar rundt om på museet.
På de fleste åbningsdage køres der med veteranbusser på en særlig rute i museets omegn. På visse dage køres der desuden til og fra Borup Station for at afhente og bringe besøgende. På nogle dage er der derudover forskellige andre aktiviteter, for eksempel besøg af veteranbiler, musikalsk underholdning, kørsel med en hesteomnibus eller mulighed for selv at køre en sporvogn. Tre dage i efteråret er der aftenåben, og en weekend i december er der julearrangement.

## Placering
Sporvejsmuseet ligger i den nordlige del af Ringsted Kommune, ca. 13 km nord for Ringsted by i luftlinje. Der er ca. 8 km til Hvalsø mod nord, ca. 25 km til Roskilde mod nordøst og ca. 65 km mod nordøst til København. Nærmeste by er Jystrup, der ligger ca. 2 km sydøst for museet. Sporvejsmuseet har adresse på nr. 95 på landevejen Skjoldenæsvej mellem Jystrup og Tingerup. Vejen er en del af Margueritruten. De nærmeste hovedveje er primærrute 14, ca. 5 km sydøst for museet ved Egemose, og sekundærrute 255, ca. 6 km mod nord ved Tingerup.
Den nationale cykelrute 6 Esbjerg - København går lige forbi museet ad Skjoldenæsvej. Den regionale cykelrute 88 mellem Rødbyhavn og Roskilde, der er en del af Munkevejen, passerer umiddelbart syd for museet på Knud Lavardsvej. Den europæiske fjernvandrevej E6 mellem Finland og Grækenland kommer også forbi museets indgang på den danske del af ruten mellem Københavns Lufthavn og Kruså. Den sjællandske del af ruten indgår desuden i netværket Sjællandsleden.
På udvalgte dage i løbet af sæsonen kører Sporvejsmuseet en buslinje til særtakst til og fra Borup Station for at afhente og bringe besøgende. Derudover stopper Movias buslinje 467 ved museet, men den kører kun på skoledage, hvor museet har lukket. Nærmeste almindelige buslinje er linje 240, der stopper ved Jystrup Kirke, ca. 2,5 km fra museet. Derudover er det muligt at benytte Movias generelle tilbud om plustur til særtakster.
For almindelige besøgende sker adgang til museet via parkeringspladsen ved Skjoldenæsvej, hvor der er indgang med entrébetaling. Herfra kører de besøgende med sporvogn på den metersporede strækning de ca. 300 m op til selve museumsområdet. Her er der remiser og udstillingsbygninger samt kiosk og toiletter. Desuden starter den ca. 1,5 km lange normalsporede strækning her. Begge strækninger trafikeres normalt hvert tiende minut i hele åbningstiden. Den første del af den normalsporede strækning går gennem en museumsgade med butikskulisser. Derefter går strækningen tværs gennem en af det lukkede Skjoldenæsholm Golfcenters baner. Omtrent halvvejs kommer strækningen ind i Højbjerg Skov, der er en blanding af løv- og nåleskov. Strækningen ender ved Eilers Eg, hvor der er opsat en cafévogn. Desuden er det muligt at gå tur i skoven herfra.
Sporvejsmuseets fikspunkt ligger 75,15 meter over havets overflade. Landskabet omkring museet er generelt kuperet og med flere skove. Blandt andet ligger Gyldenløves Høj, der med sine 126 meter over havets overflade er et af Sjællands højeste punkter, ca. 2 km nord for museet. Andre seværdigheder i området tæller det middelalderlige voldsted Skjoldenæs ved Valsølille Sø lidt syd for museet og et stykke af den fredede kongevej Valdemarsvej ca. 1,5 km nordøst for museet. Herregården Skjoldenæsholm, som museet er opkaldt efter, omfatter en trefløjet hovedbygning fra 1766, der nu er indrettet som hotel og konferencecenter. Det nærmeste spisested udover museets cafévogn er restauranten Kudskehuset, ca. 1,5 km nord for museet. Det er dog også muligt at indtage medbragt mad flere steder på selve museet, både inden- og udendørs.

## Historie
Foreningen bag Sporvejsmuseet Skjoldenæsholm, Sporvejshistorisk Selskab, blev stiftet på et møde i København 8. februar 1965. På det tidspunkt var sporvognene i København ved at blive erstattet af busser, ligesom det også forventedes at ske i Aarhus indenfor et overskueligt tidsrum. Det var tanken, at foreningens medlemmer kunne samles og mindes dem. Men allerede ved det stiftende møde var der stemning for også at bevare sporvogne, og de første blev erhvervet fra Københavns Sporveje (KS) senere samme år. I de følgende år voksede vognparken støt, efterhånden som forskellige vogntyper udgik af driften. Desuden lykkedes det at få fat i et par vogne fra Odense Sporvej (OS), der ellers var ophørt i 1952. Yderligere vogne kom til efter, at Københavns Sporveje ophørte med sporvognsdrift i 1972, og året efter fulgte vogne fra Århus Sporveje (ÅS), der havde indstillet sporvognsdriften i 1971. I de samme år begyndte man også at overtage enkelte trolleybusser og busser. Det overtagne materiel blev blandt andet opbevaret i Københavns Sporvejes remiser, hvor man også begyndte at restaurere noget af det.
Sideløbende med anskaffelsen af sporvognene og hvad man ellers skulle bruge af reservedele, tegninger mv., begyndte man også at lede efter steder, hvor der kunne etableres en museumssporvej. Blandt mange andre steder havde man således kig på en strækning omkring Danmarks Tekniske Museum i Helsingør, et stykke af den i 1968 nedlagte Ebeltoft-Trustrup Jernbane og et område ved Brøndbyskoven. De lod sig dog af forskellige årsager ikke gøre. I slutningen af 1971 blev man imidlertid opmærksom på herregården Skjoldenæsholm. Det viste sig, at den i 1936 nedlagte Sjællandske Midtbane havde gået over herregårdens jorde, og at dæmninger og gennemskæringer fra dengang stadig var intakte og ubenyttede. Nok så vigtigt var herregårdens ejer, Vilhelm Bruun de Neergaard, med på ideen om at anlægge et sporvejsmuseum. De første anlægsarbejder gik i gang i efteråret 1972, men året efter gik de i stå på grund af byggesjusk fra den entreprenør, der skulle opføre remisen. Fra 1975 begyndte foreningens medlemmer så selv at opføre en remise og anlægge spor.
Indvielsen af museet blev foretaget af kulturminister Niels Matthiasen 26. maj 1978. Fra starten af rådede museet over den nævnte remise med værksted, udstilling og kiosk. Desuden var der anlagt en 300 m lang strækning mellem en parkeringsplads og museet til brug for metersporede vogne fra blandt andet Aarhus. Den første sæson var på fire måneder, men på trods af at der kun var åbent i weekenderne, kom der 35.111 besøgende. I de følgende år blev antallet af åbningsdage løbende øget, men besøgstallet fra den første sæson er aldrig senere blevet overgået.
Efter slutningen på den første sæson påbegyndtes det omfattende arbejde med at anlægge en normalsporet strækning til vogne fra blandt andet København. Der blev anlagt en vendesløjfe på forpladsen foran remisen, og derefter blev den gamle jernbanetracé ryddet for bevoksning og drænet, så der kunne rejses køreledningsmaster og lægges spor. Den første etape til stoppestedet Tobaksmarken blev indviet af skuespilleren Ove Sprogøe 14. juni 1985. Anden etape til Flemmingsminde blev indviet 22. august 1987. Her blev der opsat en gammel ventesal fra Vestre Kirkegård i København, hvor der blev indrettet en udstilling om den Sjællandske Midtbane. Tredje etape til Skovkanten blev indviet 28. juli 1990 og fjerde etape til Broen 18. juni 1993.
Indimellem kom der flere aktiviteter til. I 1989 indførtes aftenåben sidste lørdag i august og september med mulighed for kørsel med natsporvogne og siden 1992 med besøg af Københavns Astronomiske Forening. I 1990 indførtes juleåben en weekend i december med særligt udsmykkede vogne, salg af juletræer og underholdning med julemand. 18. juni 1993 blev en gammel telefonkiosk fra Frederiksberg genindviet på museet. 12. august 1995 påbegyndtes kørsel med veteranbusser på en rute i museets omegn omkring Valsølille Sø. Samme år overtog man desuden Valby Gamle Remise, der oprindeligt havde fungeret som sporvognsremise i Valby i København, men som senere var blevet tømmerhandel i Herlev. Den blev nu pillet ned og genopført på museet, hvor den blev indviet som kombineret udstillingsbygning og driftsremise 26. maj 1998. I Odense gennemgik motorvognen OS 12 fra byen en omfattende restaurering fra 1987 til 1997, efter at den havde været sommerhus i næsten to årtier.
Den sidste etape af den normalsporede strækning til Eilers Eg blev indviet 8. maj 1999. Med den var der kommet vendesløjfer i begge ender af strækninger, så der også kunne køres med ensrettede vogne og bivogne uden problemer og ikke som hidtil, hvor der primært var blevet kørt med toretningsvogne. Senere samme år blev der også åbnet dobbeltspor på den første etape fra 1985 og et krydsningsspor på halvvejen ved Skovkanten. Det gav mulighed for tættere trafik, både til daglig og ved særlige arrangementer som de årlige trafikweekender, der indførtes i 2001.
Vognparken voksede fortsat, blandt andet med flere udenlandske vogne. Desuden lykkedes det i 2001 at hjemtage to ledvogne, der var blevet eksporteret til Alexandria i Egypten ved sporvejsdriftens ophør i København. Sammenlagt betød det dog, at de to remiser var ved at være fyldt godt op. Ved Sporvejsmuseets 25 års jubilæum i 2003 var der derfor planer om flere nye bygninger. Det blev ekstra aktuelt, da man overtog HT Museums samling på 35 sporvogne og busser tillige med arkivalier og reservedele ved dets lukning senere på året. Samlingen omfattede en del klenodier fra Københavns Sporveje, blandt andet en hestesporvogn, en hesteomnibus, en toetages sporvogn fra Frederiksberg og flere busser fra første halvdel af 1900-tallet. Nogle af de overtagne sporvogne og busser kom til Sporvejsmuseet, mens andre blev opbevaret i eksterne depoter.
Det trak imidlertid ud med at kunne erhverve de nødvendige grunde til nye bygninger. Til gengæld voksede vognparken fortsat. I 2006 modtog man en sporvogn fra Melbourne i Australien, der blev givet som gave til Kronprins Frederik og Kronprinsesse Mary og deponeret på Sporvejsmuseet. I 2011 overtog museet fire sporvogne fra Omstigningsklubben, der måtte indstille deres kørsel i Skælskør. Der kom også flere busser til, blandt andet otte fra Busbevarelsesgruppen Danmark, ligeledes i 2011. Indimellem blev der også foretaget omfattende restaureringsprojekter. I 2007 færdiggjordes den toetages sporvogn KS 22, der havde fået førstesalen tilbage. I 2009 gjaldt det bogievognen NESA 929, der blev bragt tilbage til sit oprindelige udseende fra 1934. I 2010-2014 fik man desuden restaureret sporvogne hos sporvejene i Gera, blandt andet af Flensborg-vognen SFV 36, men det måtte afvikles efter en konkurs i Gera. Til gengæld blev der etableret et filialværksted i Østermarie på Bornholm i 2011, hvor der blandt andet er blevet restaureret et par københavnske sporvogne.
Fra 2010 påbegyndtes træf med veteranbiler i forbindelse med de årlige trafikweekender. Busserne fik en ekstra rute i 2011, da der indførtes buskørsel til og fra Borup Station på udvalgte dage til erstatning for en normal buslinje, der var blevet nedlagt i 2009. I 2012 introduceredes kørsel med en hestesporvogn på museets forplads, og året efter begyndtes kørsel med en hesteomnibus på en rute til Skjoldenæsholms hovedbygning. Kørsel med trolleybusser kunne man derimod endnu ikke byde på, men en af dem var til gengæld ude at køre i Landskrona et par gange.
I 2014 erhvervede Sporvejsmuseet de nødvendige arealer til nye bygninger, og samme år forelå den tilhørende lokalplan. I løbet af de efterfølgende tre-fire år kom der derfor godt gang i byggeriet, så der efterhånden blev etableret en helt lille by på museet. Bag den første remise, Remise 1, opførtes en ny Remise 3 til opbevaring af vogne. Den blev forsynet med butikskulisser ud mod den normaltsporede strækning for at give området et mere bymæssigt præg. Overfor opførte en busudstillingshal, der blev indviet 1. juli 2017. Desuden blev der opført en magasinbygning til reservedele og arkivalier, en mindre Remise 4 til metersporede sporvogne og busser og en garage til museets lastbiler. Pengene til byggeriet kom blandt andet fra nogle usædvanligt store arvebeløb. Resten kom fra egne opsparede midler, et lån hos Kommunekredit og besparelser ved fraflytning af en række eksterne depoter.
I 2020 blev museet påvirket af coronaviruspandemien, hvilket i første omgang medførte, at sæsonstarten måtte udskydes, og at næsten alle særarrangementer blev aflyst. Til gengæld blev museet omfattet af en tilskudsordning fra Kulturministeriet, der gav halv pris på entrébilletter til museer i sommerferien. Det var med til at give sjældent høje besøgstal i den periode. Imidlertid blussede pandemien op igen i efteråret, så det årlige julearrangement måtte aflyses. Pandemien fortsatte i 2021, hvor sæsonstarten derfor også måtte udskydes, ligesom der var perioder med krav om coronapas og mundbind. Der kom ikke noget tilskud, så som de fleste andre museer døjede man med lave besøgstal. Til gengæld kunne flere sporvogne sættes i drift efter renoveringer og omfattende restaureringer. I vinterhalvåret 2021-2022 blev vendesløjfen og flere sporskifter på museets forplads skiftet ud, og Remise 1's facader blev renoveret.
Pr. 2022 arbejdes der på at anlægge en vendesløjfe for metersporsstrækningen ved parkeringspladsen. Sammen med en allerede anlagt vendesløjfe ved museets forplads vil det gøre det muligt at køre med bivogne på metersporsstrækningen også. Blandt de nye bygninger er der opsat køreledningsmaster med henblik på fremtidig kørsel med trolleybusser. Desuden er der planer om at opføre en ankomstbygning med kiosk, toiletter mv. og at udvide eller supplere Remise 1 med en værkstedsbygning. Derudover arbejdes der på restaurering af flere sporvogne både på Sporvejsmuseet og på Bornholm.

## Sporvogne og busser
Sporvejsmuseets vognpark omfatter pr. 2021 84 sporvogne, 2 hesteomnibusser, 5 batteri- og trolleybusser og 49 benzin- og dieselbusser. Dertil kommer så diverse arbejdskøretøjer og køretøjer anskaffet med henblik på indvending af reservedele. I løbet af 2021 var 32 sporvogne, 15 busser og en hesteomnibus i drift med passagerer i varierende omfang. Dertil kommer nogle sporvogne, der er udstillet i Valby Gamle Remise, og busser i Bushallen. Andre vogne er under restaurering i Remise 1 eller på filialværkstedet på Bornholm, mens resten hovedsageligt er opmagasineret i Remise 3. Sporvognene kommer fra København, Odense, Aarhus og en del udenlandske byer. Busserne stammer generelt fra Hovedstadsområdet, Odense og Aarhus.
Sporvejsmuseets ældste vogn er en tidligere hestesporvogn, der blev anskaffet som toetages af Københavns første sporvejsselskab, Copenhagen Railway Company, omkring 1863 og ombygget til bivogn for elektriske sporvogne i 1903. Den er normalt opmagasineret, da dens tilstand ikke egner sig til fremvisning. Den ældste vogn, der kan opleves i almindelig drift, er DKS 283, der oprindeligt blev anskaffet som hestesporvogn af Kjøbenhavns Sporvei-Selskab mellem 1865 og 1872 men forsynet med ny vognkasse mellem 1887 og 1890 og ombygget til bivogn i 1902. Den yngste sporvogn er DPP 7079, en Tatra type T3 der blev leveret til sporvejene i Prag i 1985. Blandt busserne er FS 1, en De Dion Bouton der blev anskaffet af Frederiksberg Sporveje i 1913, alderspræsident. Den er normalt udstillet i Bushallen. Yngste bus er batteribussen Arriva 1947, der blev anskaffet til brug for buslinjen CityCirkel i København i 2009. Den er også udstillet i Bushallen.
Af de vogne, der var i drift i 2021, kørte tre sporvogne 2.141 km på metersporsstrækningen. Siden Sporvejsmuseets åbning i 1978 er der blevet kørt 87.758 km med fire sporvogne på metersporsstrækningen, idet der dog har været en del år, hvor der kun har været to eller tre i drift ad gangen. På normalsporsstrækningen blev der kørt 13.728 km med 18 motorvogne i 2021. Siden åbningen af strækningen i 1985 er der blevet kørt 345.815 km med 28 motorvogne. På normalsporsstrækningen blev der desuden kørt 6.975 km med 10 bivogne i 2021. Siden kørslen med bivogne begyndte i 1988, er der blevet kørt 136.427 km med 15 bivogne. Hestesporvognen KSS 51 kørte 22 km i 2021 og har i alt præsteret 247 km, siden kørslen med den startede i 2012. Hesteomnibussen KO 17 kørte 114 km i 2021 og har i alt præsteret 819 km, siden kørslen med den startede i 2013. På de to busstrækninger rundt om Valsølille Sø og til Borup Station blev der kørt 3.342 km med 15 busser i 2021. Siden kørslen med busser begyndte i 1995, er der blevet kørt 55.305 km med 19 busser på de to strækninger samt på Valdemarsbussen i Ringsted i 1997-1999. Alt i alt kørte sporvogne og busser 26.300 km i 2021. Siden åbningen i 1978 er der blevet kørt 626.772 km.

### Herkomst
Den største gruppe af de sporvogne og busser, som de besøgende kan opleve, kommer fra København. Blandt sporvognene finder man flere eksempler på de såkaldte gamle vogne, der blev anskaffet fra Scandia i Randers i 1900'erne og 1910'erne. Nogle af dem er blevet restaureret, så de fremstår, som de så ud på forskellige tidspunkter, mens de var i drift. Der er også et par jævnaldrende dobbeltdækkersporvogne, foruden en åben bivogn og et par tidligere hestesporvogne, der blev ombygget til bivogne. 1930'erne er repræsenteret med flere bogievogne, der blev designet af Ib Lunding, men som senere blev ombygget. Der er også et vogntog af de såkaldte scrapvogne, der blev leveret under og lige efter anden verdenskrig. De fleste bogievogne og scrapvognene blev bygget af Københavns Sporveje. Blandt busserne finder man et par stykker fra 1930'erne og en fra 1949, men ellers er det især busser fra 1960'erne og frem til 2000'erne, der er repræsenterede. Mange af de sidstnævnte er bygget enten hos Dansk Automobil Byggeri i Silkeborg eller hos Aabenraa Karrosseri.
København er desuden repræsenteret af hestesporvognen KSS 51, der blev anskaffet af Kjøbenhavns Sporvei-Selskab omkring 1880, og som senere kørte på Københavns sidste hestesporvognslinje "Hønen" ad Nørregade til 1915. Der er også en hesteomnibus, KO 17, der blev anskaffet af Kjøbenhavns Omnibuskompagni omkring 1895, og som lejlighedsvis er ude at køre. En kollega fra Frederiksberg benyttes til udstilling. To trolleybusser, KS 101 fra Københavns Sporveje fra 1938 og NESA 31 fra 1953, er også udstillede.
Aarhus er blandt andet repræsenteret med et par motorvogne, der blev bygget i 1945 med de københavnske scrapvogne som forbillede. Blandt busserne er der et par fra henholdsvis 1961 og 1990, der begge afspejler, at man i Aarhus steg ind bag i busserne. Desuden er der en ledbus fra Aarhus. Odense er repræsenteret med en motorvogn fra 1913, mens en åben og en lukket bivogn er under renovering. Blandt busserne finder man både en bus, der blev anskaffet ved sporvejsdriftens ophør i 1952, og en 50 år yngre lavgulvsbus.
Hovedstadsområdet udenfor København er repræsenteret med busser fra De Blå Omnibusser fra Holte, Birkerød Bus Compagni og Fjordbus fra Slangerup. Lokalområdet er repræsenteret med en bybus fra Ringsted fra Jensens Turisttrafik. En HT-bus, der blev solgt til Tallinn, udgør et eksempel på dansk buseksport.
De udenlandske sporvogne er typisk anskaffet for at kunne sammenligne de danske vogne med dem fra andre lande. Det gælder for eksempel vogne fra byer, der ligger nær Danmark så som Malmø, Oslo, Flensborg og Rostock. Men også Hamburg, Basel, Haag og Prag er repræsenteret. Andre vogne fortæller en historie så som to vogne fra Hamburg og Düsseldorf, der blev prøvekørt i København i 1957-1958, og som udvendigt fremstår som dengang. Den vogn, der kommer længst væk fra, er M&MTB 965, der blev bygget af sporvejene i Melbourne i 1950. Den blev givet som gave til kronprinsparret og deponeret på Sporvejsmuseet i 2006.
Arbejdskøretøjerne udgør en blandet samling. Fra Københavns Sporveje og Århus Sporveje har man for eksempel overtaget to skinnegående tårnvogne til ophæng og vedligeholdelse af køreledninger. En automobiltårnvogn fra NESA tjener samme formål. Til kørsel på spor uden køreledninger og til arbejder på normalsporsstrækningen har man nogle troljer fra DSB og Banestyrelsen. Museets frivillige har også bygget flere arbejdsvogne selv, for eksempel en silovogn til udkørsel af cement og grus og flere fladvogne til forskellige transporter. Desuden har museet to lastbiler til transport af løsdele, grus, skinnestykker mv.

### Bevaring og restaurering
Noget af Sporvejsmuseets materiel kommer stort set lige fra driften. Det gælder blandt andet blandt nogle af de yngste busser, der måske ikke virker særligt museumsagtige endnu, men som til gengæld er i god stand. Men også en del ældre sporvogne og busser, der blev udtaget til bevaring efter udrangeringen, står stadig som dengang. Nogle af hestesporvognene og de sporvogne der blev udrangeret i 1930'erne har til gengæld været benyttet som sommerhuse og lignende. Tilsvarende blev en del af de sporvogne, der blev udrangeret i 1960'erne, opsat på legepladser ved skoler og institutioner. Den udendørs opbevaring har dog taget hårdt på den slags vogne, så de er typisk opmagasinerede, da de ikke egner sig til udstilling.
En del sporvogne er blevet restaureret tilbage til tidligere udgaver, så de repræsenterer forskellige tidspunkter i sporvejshistorien. Flere andre er under restaurering, mens atter andre er opmagasinerede i venten på, at der bliver tid og råd til at tage sig af dem. Alt afhængig af den enkelte vogns stand og hvor meget der ønskes gjort, kan restaureringerne blive temmelig omfattende. Blandt andet er det nødvendigt at genskabe mange dele af træ. Men også de elektriske installationer og genskabningen af tidligere tiders indretning kan give anledning til meget arbejde.
Nogle af restaureringerne finder sted på Sporvejsmuseets eget værksted. Men der da er tale om frivilligt arbejde og til tider omfattende opgaver med slidt materiel, kan restaurering af selv en enkelt vogn godt tage flere år. Derudover har Sporvejsmuseet et filialværksted i Østermarie på Bornholm, hvor lokale medlemmer af Sporvejshistorisk Selskab restaurerer sporvogne. Det er dog ikke muligt at prøvekøre de restaurerede vogne der, så de afsluttende arbejder må foretages på selve Sporvejsmuseet. Tidligere har der desuden været et filialværksted i Odense fra 1987 til 2018.
I 2019 begyndte man som noget nyt at rekonstruere en sporvogn i form af en åben bivogn fra Frederiksberg Sporveje, passende til en toetages motorvogn fra samme selskab der er under restaurering. På længere sigt kan det også komme på tale at rekonstruere en af de første toetages hestesporvogne fra København fra 1863. Man har godt nok som nævnt en tidligere en af slagsen, men der er for få originale dele til, at en restaurering tilbage til det oprindelige udseende vil give mening. Derudover kan det komme på tale at rekonstruere et vogntog fra Aarhus fra før anden verdenskrig. Næsten alle Aarhus' daværende sporvogne brændte ved en schalburgtageaktion i 1944, så de bevarede sporvogne repræsenterer udelukkende tiden efter krigen.
Sporvejsmuseet har dog som nævnt allerede nu 32 sporvogne og 15 busser, der kan bruges til drift. En væsentlig del af tiden på museets værksted går derfor med almindelige eftersyn, daglig vedligeholdelse og de små og store reparationer, der jævnt hen bliver behov for. Indimellem er der også vogne, der skal gennem en renovering. Alt efter hvad der er behov for, råder Sporvejsmuseet derfor over et malerværksted, løftebukke, grave, og en mængde forskelligt værktøj.

## Strækninger
Sporvejsmuseet har to sporvejsstrækninger, en kort med meterspor (sporvidde 1000 mm) og en længere med normalspor (sporvidde 1435 mm). Begge strækninger er anlagt på tracéen fra den Sjællandske Midtbane, der lå her fra 1925 til 1936. Begge strækninger trafikeres normalt hvert tiende minut i hele åbningstiden. Derudover er der to busruter, der er i drift visse dage.

### Metersporsstrækningen
Den metersporede strækning blev åbnet sammen med museet 26. maj 1978, er ca. 300 m lang og forbinder museumsområdet med et stoppested ved Skjoldenæsvej. Her ligger den almindelige indgang for gæster og en parkeringsplads. Strækningen er i første række beregnet til sporvogne fra Aarhus, hvor man kørte på meterspor, i modsætning til Odense og København der benyttede normalspor. Strækningen trafikeres dog også af en vogn fra hver af Flensborg og Basel. Strækningen ligger oppe på en dæmning mellem et stråtækt hus kaldet Murerens hus og det tidligere Skjoldenæsholm Golfcenters Par 3 bane. Der arbejdes med at udvide strækningen med en vendesløjfe udfor stoppestedet ved Skjoldenæsvej, hvilket sammen med en eksisterende vendesløjfe ved museet vil muliggøre kørsel med bivogne.

### Normalsporsstrækningen
Normalsporsstrækningen er åbnet i etaper, er ca. 1,5 km lang og går fra museumsområdet til Eilers Eg i Højbjerg Skov. Strækningen er oprindeligt bygget til sporvogne fra København men trafikeres nu også af vogne fra Odense og en række udenlandske byer. Alt afhængigt af hvilket materiel, der er i drift en given dag, kan de besøgende således komme til at køre med vogne fra Malmö, Rostock, Hamburg, Düsseldorf, Haag og Melbourne.
På museumsområdet er der afgang fra et stoppested i gaden mellem Remise 1 og Valby Gamle Remise. Desuden er der en vendesløjfe og sporvifter til remiserne. Gaden kaldes Valby Langgade efter den gade, hvor Valby Gamle Remise i sin tid lå i København. Sporvejsmuseets udgave af gaden blev forlænget, da Remise 3 og Bushallen blev opført langs den første del af strækningen i 2015-2016. På dette stykke kører sporvognene langsomt, så passagerne kan se butikskulisserne i Remise 3. Folk der ser kulisserne til fods kan tage sporvognene videre ud i skoven fra stoppestedet Skellet, der blev etableret ved Remise 3 i 2018. Navnet hentyder både til et nærliggende skel og en sporvognsendestation af samme navn i København. I indadgående retning er der et stoppested ved Bushallen, der blev taget i brug ved indvielsen af hallen 1. juli 2017. Mange passagerer står af her for at se udstillingen.
Umiddelbart efter slutningen på Valby Langgade kommer sporvognene til det tidligere stoppested Tobaksmarken. Navnet stammer fra gamle kort over området og dækker formentlig over, at der blev dyrket tobak på stedet i 1700-tallet. Stoppestedet blev åbnet sammen med den første etape af normalsporsstrækningen 14. juni 1985 men nedlagt med udgangen af 2017-sæsonen til fordel for stoppestedet Skellet ved Remise 3. Siden 1999 har den første del af strækningen været dobbeltsporet hertil, mens der er enkeltspor resten af vejen. Herfra kører sporvognene også gennem det tidligere Skjoldenæsholm Golfcenters bane Robert Trent Jones Jr. Course, der har huller på begge sider af strækningen. Golfbanen erstattede de hidtidige marker i 2005-2006 men blev lukket sammen med golfcentret ved udgangen af 2019. Golfspillerne krydsede sporene ved Tobaksmarken og på Sporvejsmuseets forplads.
Det næste stoppested sporvognene kommer til er Flemmingsminde, der åbnede sammen med 2. etape af normalsporsstrækningen 22. august 1987. Navnet stammer fra et uheld under opsætningen af køreledningen, hvor en medarbejder ved navn Flemming fik trukket en køreledningsmast skæv, da han var at rulle køreledningen ud med en lastbil. Der er en perron i hver retning ved stoppestedet, hvor der også er opsat borde og bænke til medbragt mad. På perronen i udadgående retning er der opsat en ventesalsbygning, der oprindeligt stod ved Vestre Kirkegård i København. Her er der indrettet en lille plancheudstilling om den Sjællandske Midtbane.
Stoppestedet Skovkanten blev åbnet sammen med 3. etape 28. juli 1990. Som navnet antyder ligger det, hvor sporvognene kører ind i Højbjerg Skov. Her er der en perron i udadgående retning samt et krydsningsspor, der blev taget i brug i 1999. Lidt længere fremme krydser strækningen skovvejen Gammel Sparegodtvej. Her er der et stoppested med perron i indadgående retning og en picnicplads. Videre inde i skoven kommer man til stoppestedet Broen med en perron i udadgående retning, der åbnedes sammen med 4. etape 18. juni 1993. Stoppestedet har navn efter en bro lidt længere fremme, der oprindeligt førte en skovvej over den Sjællandske Midtbane.
Endestationen er Eilers Eg, der blev åbnet sammen med 5. og sidste etape af normalsporsstrækningen 8. maj 1999. Her er der en vendesløjfe med en picnicplads indimellem. Desuden er der et stikspor, hvor der fra en cafévogn sælges is, sandwich, kaffe mv. Ved siden af vendesløjfen er der opsat en legesporvogn, hvor der også kan indtages medbragt mad. Stoppestedet er opkaldt efter Eilers Eg, der er en amerikansk rødeg umiddelbart nord for vendesløjfen. Den er opkaldt efter en tidligere ejer af Skjoldenæsholm Gods, Eiler Bruun de Neergaard (1904-1967). Egen står midt i en stensætning, hvor seks skovveje mødes. Herfra er det muligt at gå tur i skoven.

### Busruter
Den ene af Sporvejsmuseets to busruter er en tur rundt i museets omegn omkring Valsølille Sø. Undervejs passeres søen med voldstedet Skjoldnæs. Fra 1200-tallet og indtil slutningen af 1500-tallet lå her en kongeborg, der var en forgænger til den nuværende herregård Skjoldenæsholm. Derefter kommer bussen gennem landsbyen Valsølille med Valsølille Kirke. Kirken er i romansk stil men med senere tilbyggede våbenhus og vesttårn i sengotisk stil. Lidt senere kommer man til byen Jystrup. Den udmærker sig ved et fint miljø omkring den slyngede bygade ved Jystrup Kirke, der kan skimtes fra bussen. På det sidste stykke ses flere rester af den Sjællandske Midtbane. Ruten køres på de fleste af museets åbningsdage, men hvilke afhænger af, om der er chauffører til rådighed. Ruten blev etableret i 1995, da Sporvejsmuseet fik tilladelse til buskørsel.
Den anden busrute kører mellem Borup Station og Sporvejsmuseet på udvalgte dage i løbet af sæsonen. Den gør det muligt for besøgende, der ikke er i bil, at besøge museet. Ruten blev etableret i 2011 som erstatning for den almindelig buslinje 249, der blev nedlagt i december 2009. Ruten betjenes typisk af en af museets nyere busser. Ved julearrangementet kan der desuden være ekstrakørsel til Borup eller Hvalsø i tilslutning til veterantog.
Udenfor museet benyttes busserne til et større antal bestillingskørsler. Nogle af dem er faste, for eksempel ved den årlige kulturnatten i København i oktober hvor der køres på en ringlinje i Indre By. Desuden deltages der i det årlige juleoptog på Amagerbrogade. Der køres også på bestilling af organisationer og institutioner i forbindelse med lokale arrangementer og for private ved for eksempel bryllupper og konfirmationer. Deltagelse i reklamefilm forekommer også.

### Hestesporvogn og hesteomnibus
På visse dage køres der med enten hestesporvogn eller hesteomnibus. Hestesporvognen er KSS 51, der blev anskaffet af Kjøbenhavns Sporvei-Selskab omkring 1880. Den kører typisk frem og tilbage i vendesløjfen på Sporvejsmuseets forplads. Hesteomnibussen er KO 17, der blev anskaffet af Kjøbenhavns Omnibuskompagni omkring 1895. Den kører en lidt længere tur fra museet til Skjoldenæsholm Hotel og Konferencecenter, der har til huse i herregårdens hovedbygning. Der køres noget oftere med hesteomnibussen end hestesporvognen, da den længere tur er mere attraktiv for de besøgende. Hestene er lejet i lokalområdet sammen med kuskene.

## Faste anlæg
Sporvejsmuseets to sporvejsstrækninger er anlagt på en del af tracéen fra den Sjællandske Midtbane, også kendt som Midtbanen eller den Midtsjællandske Jernbane. Den første del af banen mellem Næstved og Ringsted, der nu er en del af Sydbanen, åbnede 1. juni 1924. Anden del fra Ringsted over Skjoldenæsholm til Hvalsø åbnede 15. august 1925, mens den tredje etape til Frederikssund fulgte 17. november 1928. Strækningen mellem Ringsted og Frederikssund blev nedlagt 15. maj 1936 på grund af dårlig økonomi. Det var ellers meningen, at banen skulle have fortsat fra Frederikssund til Hillerød, men den del blev aldrig færdiggjort.
Banen var så vidt muligt anlagt ude af niveau. Veje blev krydset på eller ført over ad viadukter og broer, hvoraf mange overlevede banen. Skjoldenæsvej blev således krydset på en viadukt, der først blev bortsprængt i 1962, da den var for smal til den voksende trafik. Sydøst for viadukten, på den modsatte side af vejen af den nuværende sporvognsstoppested, lå trinbrættet Skjoldenæsholm, der åbnede i 1928. Inde i Højbjerg Skov blev en skovvej ført over banen på en bro. I dag kører Sporvejsmuseets normalsporede sporvogne under broen. Andre viadukter, der er blevet overflødiggjorte af senere vejomlægninger, kan ses under kørsel med veteranbusserne rundt om Valsølille Sø.
Da anlæggelsen af Sporvejsmuseet begyndte i 1972, var jernbanesporene naturligvis for længst væk, og der måtte foretages et større arbejde med at fjerne den bevoksning, der havde bredt sig i mellemtiden. Efterfølgende var det så nødvendigt med jordarbejde og udlægning af grus, før sporlægningen kunne begynde. På museumsområdet er sporene enten anlagt i grus, brolægning eller asfalt. Ude på strækningerne er der benyttet sveller med ballast bestående af grus eller skærver. Desuden er der blevet opsat master og køreledninger. Køreledningsmasterne stammer fra Københavns Belysningsvæsen og Nesa, idet udliggerne blandt andet kommer fra Århus Sporveje og Wuppertal.
De fleste spor er tidligere sporvejsspor fra København, Aarhus og Malmö. Her har der været et stort arbejde med ikke alene at tage sporene op men også med at finde spor i god stand og få dem til at passe til Sporvejsmuseets behov. Det meste af metersporsstrækningen består af spor fra Strandvejen i København men med ændret sporvidde. Et par kurver på forpladsen stammer dog fra Dalgas Avenue i Aarhus. Strækningssporet på normalsporsstrækningen består af spor fra Strandvejen og Øster Allé. De blev fornyet kun få år før sporvejsdriftens ophør, og de vil derfor kunne holde til mange års drift på Sporvejsmuseet. Vendesløjfen ved Eilers Eg stammer for de største deles vedkommende fra vendesløjfen i Sibbarp i Malmö, mens resten kommer fra flere steder i København. Sporviften foran Valby Gamle Remise stammer fra den nye Valby Remise.
Normalsporsstrækningens vendesløjfe på forpladsen blev oprindeligt opbygget med dele fra vendesløjferne på Sundbyvester Plads og ved Øresundsvej i København. Sporviften foran Remise 1 stammede for størstedelens vedkommende fra Århusgade Remise, mens andre spor på forpladsen kom fra Falkoner Allé, Brønshøjvej og Primulavej. Vendesløjfen og og sporviften blev imidlertid slidt med tiden. I 2021-2022 foretoges derfor en udskiftning af dem med nye skinner fra et valseværk i Tjekkiet. En del af finansieringen af dem kom fra Transportministeriets pulje til veteranbaner, som Sporvejsmuseet fik en andel af i 2017.
Strømforsyningen til sporvognene kom oprindeligt fra en dieselgenerator, der imidlertid kun kunne give strøm til en vogn ad gangen. Med åbningen af normalsporsstrækningen i 1985 måtte systemet ændres, så der skiftevis var strøm på de to strækninger. Noget der med forlængelserne af normalsporsstrækningen imidlertid betød mindre tid til rådighed for metersporsstrækningen. I 1992-1993 blev problemet løst, da der blev etableret en transformerstation, hvor gamle transformere fra Århus Sporveje transformerer 10 kV vekselstrøm fra det offentlige elnet om til de 600 volt jævnstrøm, museets sporvogne bruger. Siden da har der kunnet køres med så mange vogne, som der er behov for.

## Bygninger og udstillinger
Den første bygning de besøgende kommer til, når de ankommer til selve museumsområdet, er Remise 1. Den blev opført af medlemmer af Sporvejshistorisk Selskab i 1975-1977 forud for museets åbning i 1978 og efterfølgende forsynet med en tilbygning i 1982-1984. To af facaderne blev renoveret med nyt udseende i 2021-2022. Remisen har syv spor og bruges især til restaurering og værksted for daglig vedligeholdelse. Spor 1 er til metersporede vogne, mens de øvrige er til normalsporede vogne. Spor 7 i tilbygningen benyttes primært som malerværksted. Derudover rummer remisen kontor for vagthavende, overnatningsrum, spiserum og andre faciliteter for museets frivillige medarbejdere. For publikum er der kiosk, toiletter og en mindre udstilling. Det meste af remisen er dog afspærret for publikum, men det er ofte muligt at komme på rundvisning bag kulisserne.
På forpladsen foran Remise 1 står der en telefonkiosk, der tidligere stod på hjørnet af Frederiksberg Allé og Kingosgade på Frederiksberg. Den ottekantede bygning med korinthiske søjler blev tegnet af Therkel Hjejle og Niels Rosenkjær og opsat i 1916. I 1973 blev den skilt ad med henblik på genopførelse på museet. Den kom dog til at henligge som et større puslespil, indtil den blev genopført i løbet af 1985-1993. Overfor telefonkiosken står den ovennævnte transformerstation fra 1992-1993. Ved siden af den er der anlagt en bremseprøvestand, der gør det muligt at kontrollere busser og lastbilers bremser, før de skal til syn. En værksteds-/garagebygning fra 1985-1987 ved navn Traktorama benyttes blandt andet af museets skovhold, der tager sig af bevoksningen langs strækningerne. Navnet skyldes at bygningen oprindeligt blev benyttet som garage for traktorer.
Parallelt med Remise 1 ligger Valby Gamle Remise med fem spor. Remisen er i bindingsværk og blev oprindeligt opført ved Valby Langgade i København i 1901. Den er tegnet af Hans Wright, der også stod for en udvidelse af den i 1902. I 1943 opførtes en ny Valby Remise, men den gamle forblev i brug i et vist omfang til begyndelsen af 1950'erne. I 1954 blev den revet ned og flyttet til Herlev, hvor den først fungerede som bilhandler og senere som tømmerhandel. Efter at sidstnævnte lukkede i 1994, blev bygningen revet ned og flyttet til museet, hvor den blev genopført som remise i 1995-1998.
Valby Gamle Remise benyttes til udstilling af sporvogne. Desuden er der plancheudstillinger, modeller, billetter og andre effekter, der belyser forskellige dele af sporvejshistorien. Flere steder er der opsat montre med legetøjssporvogne og -busser, og andre steder fortælles om de ansatte og om sporvognenes samtid. I et hjørne er der en lille biograf med sæder fra københavnske bogievogne. En modelsporvej er der også blevet plads til. Aktuelle jubilæer og letbanerne, der er etableret og under opbygning i Aarhus, Odense og København, belyses med skiftende særudstillinger. Desuden er der opsat en mock-up i fuld størrelse af den forreste fjerdedel af et letbanetog til Hovedstadens Letbane. I forbindelses med det årlige julearrangement er der udstilling af gammelt julepynt og andet, der har med julen at gøre.
Indimellem sporvognene i Valby Gamle Remise er der opsat borde og stole, hvor gæsterne kan indtage medbragt mad. Udenfor åbningstiden opbevares Sporvejsmuseets driftsvogne her og i Remise 1. Bag Valby Gamle Remise er der en smøge til vogne, der blandt andet skal bruges til reservedele. Den blev overdækket af det såkaldte Tramtaget i 2010. Foran remisen er der et område med opmagasinerede skinner, brosten mv.
Bag Remise 1 ligger museets største bygning, Remise 3 med 10 spor, der blev opført i 2015. Remisen bruges til opmagasinering af sporvogne og busser, der afventer restaurering, og til reservedele. I siden ud mod normalsporsstrækningen er der indrettet en række butikskulisser, der afspejler tiden fra 1940 til 1970. Det kan være butikstyper, der stadig findes så som boghandel og bodega, men det kan også være nu sjældne og forsvundne ting som skomager og mejeriudsalg. Nogle af kulisserne er indrettet med inventar og skilte fra virkelige butikker, for eksempel hatteforretningen Maison E'line og blomsterhandleren TAGA Blomster. En radio- og tv-butik er indrettet med gamle apparater af Ringsted Radiomuseum. På førstesalen over butikkerne er der en række vinduer med forskellige gardiner og lys, der bidrager til illusionen af en husrække.
Parallelt med Remise 3 ligger Bushallen, også kaldet Busudstillingshallen, der blev indviet i 2017. Her er der udstillet en række busser rækkende fra hesteomnibusserne over den første motorbus fra 1913 og stort set frem til nutiden. Udstillingen går overvejende kronologisk frem, men rundt om er der lavet små temaer, for eksempel med trolleybusser og den lokale Ringsted Karosserifabrik. Desuden er der et par eksempler på, hvordan busser kommer til at se ud, når der ikke bliver taget hånd om dem i tide. Derudover rummer bygningen en mindre udstilling af plancher, modeller og andre effekter relateret til busdrift. I et par hjørner er der indrettet butikskulisser svarende til dem i Remise 3. En privatperson har desuden indrettet en kulisse med et postkontor. Endelig er der et hjørne med toiletter til publikum.
Parallelt med Valby Gamle Remise men til den anden side ligger Remise 4, der blev opført i 2017. Remisen er forsynet med tre spor og benyttes af metersporede sporvogne og busser. Bagved Remise 4 ligger Magasinet, der blev opført i 2016-2017. Det er en toetages depotbygning, der benyttes til opbevaring og sortering af reservedele, arkivalier, uniformer mv. Noget af pladsen er desuden udlejet til Dansk Jernbane-Klub til brug for tegningsarkivet fra togfabrikken Scandia i Randers. Derudover er der mødelokaler, der også kan benyttes til grupper i den kolde årstid. Facaden er udformet, så bygningen ligner en blanding af en beboelsesejendom og en erhvervsejendom men uden tilhørende kulisser. Bag Bushallen ligger der en lastbilgarage, der blev opført i 2016.
Foran og mellem remiserne er der desuden opsat forskelligt gammelt gadeinventar. Noget af det stammer fra sporvognsdriften så som stoppesteder og gruskasser. Men der er også for eksempel en politialarm, en taxistander, en telefonboks og andre ting, der er forsvundet fra det almindelige gadebillede. Dertil kommer ældre udgaver af for eksempel gadelamper, bænke og en postkasse. Ved nogle af stoppestederne ude langs normalsporsstrækningen er der desuden opsat gamle læskure og ventesalsbygninger. Ved meget af gadeinventaret er der opsat skilte, der fortæller om deres funktion og historie.
De forskellige gader og pladser mellem museets bygninger har typisk navne fra de danske kommuner, hvor der kørte sporvogne. Den centrale Valby Langgade er som nævnt opkaldt efter gaden af samme navn i København, hvor Valby Gamle Remise oprindeligt lå. Den smalle gade mellem Bushallen og Magasinet er opkaldt efter Frederiksberg Kommunes Smallegade. Gaden bag Bushallen er opkaldt efter Odense Kommunes Skibhusvej, da der skal køre trolleybusser her ligesom på vejen i Odense. Aarhus Kommune er repræsenteret indirekte med Århusgade mellem Valby Gamle Remise og Remise 4. Navnet stammer godt nok fra København men skyldes, at trolleybusserne på sigt skal bo i Remise 4, hvor de i København boede i Århusgade Remise. Endelig er pladsen mellem Valby Gamle Remise og Bushallen blevet døbt Neergaards Plads efter slægten Neergaard, der har ejet Skjoldenæsholm i flere hundrede år, og som har haft stor betydning for etableringen og udbygningen af Sporvejsmuseet.

### Eksterne depoter
Indtil de nye bygninger blev opført i 2014-2018, led Sporvejsmuseet næsten konstant af pladsmangel. Det var allerede et problem, da man holdt til i den daværende Svanemøllen Remise i København i slutningen af 1960'erne og begyndelsen af 1970'erne. Så siden dengang har det derfor været nødvendigt at leje sig ind i lader og andre steder, der kunne og kan benyttes som eksterne depoter for vogne, reservedele, uniformer, arkivalier osv. I det følgende er nævnt de steder, hvor der har været opbevaret sporvogne og/eller busser. I lighed med de depoter, der er blevet benyttet til arkivalier og mindre dele, har de ikke været offentligt tilgængelige.
Fra 1970 til 1980 lejedes en lade i Trønninge i Odsherred til opbevaring af busser. Fra 1972 til 1975 lejedes en lade på Vibygård i Viby Sjælland, hvor man blandt andet opbevarede de københavnske bogievogne og vognkassen fra Odense-vognen OS 12. Fra 1978 til 2003 lejedes en tidligere svinestald på Egebrogård til opbevaring af museumsbusser og større reservedele. I 2003 blev mange af museumsbusserne flyttet til et nyt lejemål i Steestrup Old, der var i brug indtil 2008. Overtagelsen af HT Museums samling betød, at der fra 2003 måtte lejes en hal på gården Knudslund ved Ringsted til de vogne, der ikke var plads til på Sporvejsmuseet. Den usædvanligt store loftshøjde fik et bestyrelsesmedlem til at spørge, om ejeren havde holdt giraffer, med det resultat at hallen blev kendt som Girafhallen. Vognene blev flyttet til et nyt lejemål på Dyssegård i Balstrup i 2009. Den rummelige bygning blev døbt Elefanthuset. Fra 2004 lejedes en, senere to haller i Alsted nær Sigersted. Museumsbusserne kom til et nyt lejemål i Valsømagle i 2008. Fra 2011 lejedes et lokale i Vanløse ved Store Merløse, der blandt andet blev benyttet til de bogievogne, som man overtog fra Omstigningsklubben. Det blev imidlertid hurtigt fyldt op, så fra 2012 fik man yderligere et lejemål på en gård på Skeevej mellem Valsølille og Skee til museets driftsbusser.
Da de nye bygninger blev opført på Sporvejsmuseet, blev de eksterne depoter efterhånden afviklet. Dyssegård og Vanløse blev fraflyttet som de første i 2015. De to haller i Alsted fulgte i 2016 og Valsømagle i 2018. Tilbage er så busdepotet på Skeevej, der fortsat forventes benyttet i en årrække endnu.

### Særudstillinger
Ved museets åbning i 1978 var der indrettet en udstilling i den nuværende Remise 1 med blandt andet plancher om foreningen, museet og sporvejshistorie og montre med billetter og sporvognsmodeller. Fra 1979 til 1997 suppleredes den med årlige navngivne særudstillinger, enten i anledning af jubilæer eller med bestemte temaer. Fra 2000 er aktuelle temaer blevet markeret i forlængelse af de faste udstillinger, der desuden løbende er blevet fornyet. Fra 2004 har der derudover været skiftende udstillinger om først planer for og senere anlæg af danske letbaner. Dertil kommer så lejlighedsvise særudstillinger om sporveje og museet på andre museer, biblioteker mv.
Den første særudstilling, Den elektriske sporvogn 100 år - og stadig moderne i 1979, viste udviklingen fra Siemens' første elektriske bane i 1879 og frem til 1970'ernes sporvogne. Desuden markeredes Århus Sporvejes 75 års jubilæum. 40-året for Besættelsen blev markeret i 1980 med Sporveje under besættelsen, som der også blev udgivet et hæfte om. Med sporvogn til skov og strand i 1981 blev suppleret med et lånt åben københavnsk bivogn fra da der kørtes ad Strandvejen. Sporvogne - arbejde, leg, hobby i 1982 fortalte om de første sporvognsfunktionærers hårde vilkår, legesporvogne til børn og voksnes interesse for sporvogne. Sporvogne i hus i 1983 handlede om sporvognsremiser. Det vakte uventet stor interesse blandt de besøgende, for hvem det havde været lukket land i sin tid. I 1984 var udstillingen dels præget af udgivelsen af bogen By i forvandling og dels af S-banens 50 års jubilæum.
Masser af nostalgi - og mere end det fra 1985 handlede om sporvognenes fortid og fremtid. Der kommer altid en sporvogn... i 1986 fokuserede på sporvejenes storhedstid i 1950'erne. Samme års Spor af fortiden markerede 50-året for nedlæggelsen af den Sjællandske Midtbane, og i den anledning var der opstillet en gammel DSB-motorvogn. Hvis sporvognene var gået under jorden fra 1987 handlede om en plan om en tunnelsporvej fra besættelsestiden. I 1988, der var 125-året for den første danske sporvej, var temaet Hvorfor sporvogne?. Turistattraktion på skinner i 1989 markerede 100-års jubilæet for det landsdækkende arbejde med turisme i Danmark. Sporvejshistorisk Selskabs 25 års jubilæum i 1990 markeredes med Sporvogne og busser som hobby, der i forvejen var blevet vist i en større udgave på Københavns Rådhus.
Byens nips fra 1991 handlede om gadeinventar, hvor en del var forsvundet fra bybilledet men repræsenteret på Sporvejsmuseet. Hjul på Nørrebrogade i 1992 markerede 125-året for indførelsen af sporvogne på Nørrebrogade i København. Sporvognen og folkeviddet fra 1993 bød på vittighedstegninger og avisstriber med sporvogne samt eksempler på sporvejsmedarbejdernes øgenavne til hinanden. Farver og linier fra 1994 præsenterede de enkelte danske sporvognslinjer, der havde skilte og lanterner i forskellige farver. Museumsvognene dengang fra 1995 viste hvordan de bevarede vogne så ud, dengang de var i daglig drift. I 1996 hed udstillingen Samba med mere med henvisning til den nyanskaffede Hamburg-vogn HHA 3657. Typen havde kælenavnet sambavogne, fordi passagerne nemt kunne risikere at få sig en dansetur på det store gulvareal under acceleration og bremsning. I 1997 markeredes 25-året for nedlæggelsen af den sidste danske sporvej med 25 år uden sporvogne - og dog.
Med indvielsen af Valby Gamle Remise i 1998 fik man en decideret udstillingsbygning, hvor der var plads til en betydelig større udstilling med plancher, modeller, uniformer og andre effekter, end det man hidtil havde haft plads til i Remise 1. Samtidig kunne sporvogne og andre køretøjer nu komme til at indgå som en egentlig del af udstillingen. Der var ikke længere et bestemt tema men derimod en række forskellige rundt om i bygningen. Derudover beholdt man en mindre udstilling om selve museet i Remise 1. Fra 2000 begyndte man dog som nævnt igen at supplere med mindre udstillinger om aktuelle emner i forlængelse af de normale udstillinger. Indvielsen af Øresundsforbindelsen det år gav således anledning til at sammenligne de gamle sporvejsbyer København og Malmö.
I 2001 hjembragte Sporvejsmuseet to københavnske ledvogne fra Alexandria, hvilket der naturligt nok fokuseredes på. I 2002-2003 samarbejde Sporvejsmuseet med otte andre museer i Vestsjællands Amt med temaet Velfærd, sundhed og ernæring, hvor Sporvejsmuseet fokuserede på Sporvejsfolkets velfærd. I 2003 markeredes desuden Sporvejsmuseets 25 års jubilæum. I 2004 sendte DR de første afsnit af tv-serien Krøniken. Nogle optagelser havde fundet sted på Sporvejsmuseet, så i udstillingen blev der fortalt om det og om 1950'erne, hvor serien foregår. Sporvejshistorisk Selskabs 40 års jubilæum i 2005 gav anledning til et tilbageblik på stiftelsesåret 1965.
I 2006 modtog Sporvejsmuseet en sporvogn fra Melbourne, der var givet som gave til kronprinsparret. Den og parrets besøg på museet i den anledning indgik i udstillingen det år. I 2007 var der fokus på den afsluttede restaurering af den toetages sporvogn KS 22 og toetages sporvogne generelt. Sporvejsnettet blev stormasket i 2008 handlede om nedlæggelsen af fire københavnske sporvognslinjer i 1958. I 2009 fokuseredes på bogievognen NESA 929, der blev færdigrestaureret det år. I 2010 kiggede man 50 år tilbage med Næste stoppested 1960 om datidens trafik, mode, kommunikation og priser.
I 2011 markeredes 100-året for oprettelsen af Odense Sporvej og Københavns Kommunes overtagelse af De kjøbenhavnske Sporveje i 1911. I 2012 var der fokus på den københavnske linje 5, der omstilledes som busdrift som den sidste danske sporvognslinje i 1972. Fra havre til benzin i 2013 handlede om, da de første motorbusser erstattede hesteomnibusserne på Strøget i København i 1913. Også 150-året for den første danske sporvej og 75-året for særlinjen Dyrskuelinien markeredes. I 2014 fungerede udstillingen som forberedelse til en udstilling i hallen på Københavns Rådhus året efter i anledning af Sporvejshistorisk Selskabs 50 års jubilæum. Jubilæumsudstillingen blev efterfølgende vist på Sporvejsmuseet i 2015.
I 2017 kiggedes tilbage på 1967, hvor den københavnske linje 1 blev bus, og hvor Irma lod en blåmalet sporvogn køre rundt som reklame for Irma Kaffe. En vogn museet i øvrigt ejer, men som er opmagasineret. Derudover fortaltes om Københavns Sporvejes kavalkader. I 2018, hvor Sporvejsmuseet havde 40 års jubilæum, vistes billeder fra indvielsen i 1978. I 2019 markeredes 100-året for indlemmelsen af Frederiksberg Sporveje i Københavns Sporveje i 1919 og 50-året for omstillingen af de københavnske linjer 2 og 6 til busdrift. I 2020 gjaldt det så linje 16, der blev bus i 1970. Derudover fortaltes om en hestesporvej, der var i drift på Rømø fra 1899 til 1939. I 2021 kom turen til den københavnske linje 7 og Århus Sporveje, der begge overgik til busdrift i 1971. I 2022 vendte man tilbage til linje 5, nu hvor det var 50 år siden, den blev omstillet til busdrift.

## Sæson og aktiviteter
Sporvejsmuseet har normalt åbent hver weekend og på helligdage fra sidst i april og til og med skolernes efterårsferie i oktober. Desuden er der åbent tirsdag-fredag i sommerferien og alle dage i efterårsferien. Derudover er der åbent en weekend i december i forbindelse med julearrangementet. I 2021 var der 82 ordinære åbningsdage. Dertil kom 9 dage med særarrangementer, hvor museet var åbent for grupper mod et ekstra gebyr. Begge dele var lavere end en normal sæson, primært på grund af coronaviruspandemien.
Et par gange i løbet af sæsonen er der trafikdag med ekstra tæt trafik på normalsporsstrækningen og træf af veteranbiler. Det ene træf finder sted sidste lørdag i juli under titlen "Biler der fulgtes med sporvognene". De deltagende biler er senest fra 1972, hvor den sidste sporvognslinje i København blev omstillet til busdrift. Der gives præmier til de mest charmerende køretøjer og til den dame og herre, der har gjort mest ud af den tidstypiske påklædning. Samme dag afholdes desuden arrangementet Medlemmernes dag for medlemmer af foreningen bag Sporvejsmuseet, Sporvejshistorisk Selskab. Her vil der typisk være særlige aktiviteter så som en rundvisning bag kulisserne og præsentation af nye vogne. Efter den almindelige lukketid er der fællesspisning, hvorefter medlemmerne kan prøve at køre sporvogn selv under vejledning.
Sidste lørdag i august og september samt onsdag i efterårsferien er der aftenåben med illuminerede sporvogne og omgivelser. Her er det blandt andet muligt at opleve de forskelligt farvede linjelanterner, som ikke mindst var et kendetegn for de københavnske sporvogne. Desuden er det nogle år muligt at køre med natsporvogn. Samtidig er der besøg af medlemmer af Københavns Astronomiske Forening, der fortæller om deres hobby. Hvis det er en af de ca. 70 nætter om året, der egner sig til stjerneobservation, stiller de op med kikkerter ved Flemmingsminde. Hvis ikke stiller de op med computerudstyr i Valby Gamle Remise.
En weekend i december afholdes der julearrangement med salg af juletræer. Træerne bliver solgt ved Eilers Eg og transporteret med godsvogne tilkoblet sporvogne til indgangen ved Skjoldenæsvej, hvor de besøgende så kan hente dem, når de tager hjem. Det er også muligt at køre med veterantog fra Københavns Hovedbanegård til Borup Station og med veteranbusser derfra til museet. I sådanne tilfælde sørges der for, at eventuelle indkøbte juletræer kommer med toget tilbage til København. På selve museet er der indrettet en julecafé i Magasinet, og i Valby Gamle Remise er der udstilling af gammelt julepynt og andre juleting. Og da det jo netop er på Sporvejsmuseet, ankommer julemanden naturligvis med en sporvogn "trukket" af plys-rensdyr. De almindelige sporvogne er udsmykket med særlige juleskilte og små juletræer på taget. Et enkelt sporvognstog bliver desuden udsmykket som Nullerten fra Helge Halls avisstribe Nullerten. Den blev i sin tid levendegjort i København en decemberdag i hvert af årene 1953-1956, og et par af Sporvejsmuseets vogne har faktisk kørt på linjen dengang.
Flere gange i løbet af sæsonen er der forskellige musikalske indslag, blandt andet med 1960'er-bandet Swinging Back Beats. Jazzorkestret Basie Trust Big Band under ledelse af Per Vadmand optræder som regel sidste søndag i august, hvilket de har gjort siden 1991. Orkestret har hjemsted i Ringsted men har medlemmer fra hele Sjælland. Endelig bliver der budt på spillemandsmusik ved julearrangementet.
På onsdage i sommerferien og alle dage i efterårsferien er der tilbud om, at besøgende kan prøve at køre en sporvogn selv på normalsporssporsstrækningen mod ekstra betaling. En overvognstyrer instruerer og underskriver efterfølgende et diplom. I 2021 benyttede 183 besøgende sig af muligheden, der står åben for både børn og voksne. Da antallet af pladser er begrænset, kræves der dog tilmelding på dagen. Det sker da også, at der er udsolgt nogle dage. Men der kan også være dage, hvor der er kun er et par tilmeldte. På de fleste åbningsdage er det desuden muligt at deltage i en gratis rundvisning bag kulisserne. Derudover kan der være andre aktiviteter i løbet af sæsonen, for eksempel udstilling af modeljernbaner.
Grupper der måtte ønske det kan besøge museet ved et særarrangement udenfor den almindelige åbningstid. Udover entrépris for minimum 20 gæster opkræves der et ekstra gebyr til dækning af museets og medarbejdernes udgifter ved arrangementet. Det er typisk firmaer og foreninger, der bestiller særarrangementer, men runde fødselsdage og brudepar er også set. Deltagerantallene er for det meste tocifrede, men i sjældne tilfælde kan der være flere hundrede deltagere. Selve arrangementerne kan være mere eller mindre omfattende, alt om det er en mindre gruppe, der bare skal have en sporvognstur, eller det er en større gruppe, der også skal have rundvisninger og servering. En anden mulighed er at leje en vogn eller vogntog med opstillede langborde i den almindelige åbningstid, hvor deltagerne selv kan medbringe mad og drikke, hvis de ikke aftaler andet med museet. Endnu en mulighed er at bestille en rundvisning mod betaling.

## Takster
Billetsalg finder for det meste sted ved Sporvejsmuseet ved parkeringspladsen ved Skjoldenæsvej, men det er også muligt at købe på Billetsalg.dk i forvejen. Entrébilletterne giver adgang til Sporvejsmuseet og ubegrænset kørsel med elektriske sporvogne på besøgsdagen. Der gives rabat til grupper på over 20 personer og til medlemmer af forskellige foreninger og organisationer. Medlemmer af Sporvejshistorisk Selskab og tilsvarende udenlandske foreninger har gratis adgang. Der opkræves særskilte takster for kørsel med de to busruter og for kørsel med hestesporvogn og hesteomnibus, der kun finder sted visse dage.
Ved indvielsen i 1978 kostede en entrébillet 5 kr. for en voksen og 2,50 kr. for et barn mellem 4 og 12 år, hvilket gav adgang til museet og kørsel på metersporsstrækningen. Senere i 1978 indførtes desuden ekstrakørsel til 1 kr., senere 2 kr., for både voksne og børn. Ved åbningen af normalsporsstrækningen i 1985 indførtes en særtakst for denne på 4 kr., senere 5 kr., for voksne og 2 kr. for børn, der så gav mulighed for ubegrænset kørsel på denne. Det kom så oveni i den almindelige entrépris, der på det tidspunkt var 12 kr. for voksne og 6 kr. for børn. Da buskørslen rundt om Valsølille Sø begyndte i 1995, blev der også indført en særtakst for denne.
I efterårsferien i 1999 gennemførtes et forsøg med enhedstakst, der dækkede adgang til museet og al sporvognskørsel på besøgsdagen. Det blev gjort fast fra starten på sæson 2000. Som følge af inflationen kostede entrébilletterne det år 50 kr. for voksne og 25 kr. for børn. Ændringen betød at konduktørerne på normalsporsstrækningen fik mere tid til at tale med de besøgende, da de ikke længere behøvede at billettere de voksne. Børnene fik til gengæld udleveret kopier af rabatkort, som de kunne få klippet for hver tur. Det blev hurtigt til en konkurrence blandt børnene om, hvem der kunne få flest klip. Der var fortsat særtakst for buskørslen.
Ved åbningen af busruten mellem Borup st. og Sporvejsmuseet i 2011 indførtes der også en særtakst for denne. Endnu en særtakst kom til i 2012, da der indførtes kørsel med hestesporvogn. Udgifterne til blandt andet leje af heste var nemlig for høje til, at man kunne lade entrébilletterne dække denne ekstrakørsel med. Det samme kom til at gælde for kørslen med hesteomnibussen, der indførtes året efter.
I 2022 var prisen for en almindelig entrébillet steget til 150 kr. for voksne og 75 kr. for børn i alderen 3-14 år. Dertil kom så de nævnte særtakster for kørsel med henholdsvis veteranbusser, hestesporvogn og hesteomnibus.

## Besøgstal
I den første sæson i 1978 blev Sporvejsmuseet besøgt af 35.111 personer, et tal der aldrig siden er overgået. Efterfølgende faldt besøgstallet flere år i træk til 25.166 i 1982. Faldet blev blandt andet forklaret med stigende benzinpriser under den anden oliekrise, hvilket var væsentlig, da mange besøgende kom i bil. Derudover havde museet heller ikke længere nyhedens interesse. Perioder med dårligt vejr som i forsommeren 1980 og modsat en hedebølge i 1982 har givetvis også medvirket. I 1983 kunne man imidlertid notere den første stigning til 28.298 besøgende, hvilket blandt andet blev forklaret med, at museets PR-foranstaltninger var ved at virke, og at benzinpriserne var blevet stabiliserede. Generelt gjaldt dog, at besøgstallet i 1980'erne stabiliserede sig i området mellem 22.000 og 28.000 årlige besøgende, hvilket har været gældende de fleste år siden.
Visse år har der imidlertid været særlige udsving. I 1990 var der således 32.352 besøgende. Det blev forklaret med hyppig presseomtale, blandt andet i forbindelse med Sporvejshistorisk Selskabs 25 års jubilæum og indvielsen af tredje etape af normalsporsstrækningen. I 1994 betød en aftale med Annas Rejseklub, at der over en syv ugers periode i sommerferien kom 6.029 ekstra besøgende som led i en udflugt, hvilket var med til at bringe dets års besøgstal op på 27.805. 1996 var til gengæld et lavpunkt med 20.528 besøgende, da der af ukendte årsager var færre gruppebesøg det år. Til gengæld optrådte der et nyt højdepunkt i 2003, hvor museet fejrede 25 års jubilæum, med 32.406 besøgende. Samme år overtog museet desuden HT Museums samling. Flere vogne herfra kom i drift i 2004, hvor man fik 32.609 besøgende. I 2006, hvor museet modtog en sporvogn fra Melbourne, som kronprinsparret havde fået som gave og efterfølgende var på besøg, opnåedes det hidtil næsthøjeste besøgstal på 32.818.
Efterfølgende kom besøgstallet tilbage på det mere normale niveau. Finanskrisen kostede således over halvdelen af gruppebesøgene i 2009, hvor det dog blev til 24.549 besøgende. I 2017 medvirkede åbningen af Bushallen til gengæld til 27.456 besøgende. I 2020 medførte restriktionerne i forbindelse med coronaviruspandemien, at sæsonen blev reduceret og de fleste særarrangementer aflyst. Til gengæld gav en tilskudsordning fra Kulturministeriet halv pris på entréen i sommerferien. Desuden måtte mange danskere holde ferie indenrigs, så besøgstallet endte alligevel på 25.602 det år. Der var fortsat restriktioner et stykke ind i 2021, men der kom ingen tilskud af den grund. Så besøgstallet endte på 18.026, det hidtil laveste.
I alt har der fra 1978 til 2021 været 1.133.736 besøgende. De første 100.000 besøgende blev rundet grundlovsdag 5. juni 1981. I pinsen 1987 fik man besøg af gæst nr. 250.000. Ti år efter rundedes den halve million 24. maj 1997. Gæst nummer en million kom 13. juli 2016. Ligesom i de øvrige tilfælde blev vedkommende behørigt fejret.
De 18.026 besøgende i 2021 var fordelt på 12.656 voksne, 4.164 børn og 1.206 med fribillet. På fem åbningsdage blev der kørt med hestesporvogn, hvilket 540 besøgende benyttede sig af. På de ti dage, hvor der kørtes med hesteomnibus, var der 822 besøgende med. På de 23 dage, hvor der kørte bus til og fra Borup, var der 173 passagerer med, svarende til 8 passagerer på en gennemsnitlig dag. Kørslen rundt om Valsølille Sø fandt sted på 87 % af åbningsdagene, hvor det blev til 265 ture med 2.376 passagerer. Det svarede i gennemsnit til 15 % af besøgstallene de dage, hvor der kørtes. Ca. 95 % af museets besøgende kommer fra Danmark.
Bemærkningen om vejrets indflydelse på besøgstallet fra de første år gælder i øvrigt stadigvæk. Planlagte besøg gennemføres godt nok, nærmest uanset hvordan det er. Men er sommervejret godt, kan børnefamilier være mere fristet til en tur på stranden end et spontant besøgt på Sporvejsmuseet. Modsat kan regnvejr også lægge en dæmper på besøgstallet. Det har betydning for økonomien, da hver 1.000 gæster giver indtægter for ca. 135.000 kr. Til gengæld bliver Sporvejsmuseet i sagens natur ikke berørt af forbud mod kørsel med damplokomotiver, når der er tørke. Det er ellers noget, der godt kan give mærkbare fald i passagertallene hos de jernbaneklubber, som Sporvejsmuseet samarbejder med.

### Besøgstal i udvalgte år
| År   | Besøgende |
| ---- | --------- |
| 1978 | 35.111    |
| 1980 | 28.130    |
| 1985 | 23.328    |
| 1990 | 32.352    |
| 1995 | 22.138    |
| 2000 | 23.848    |
| 2005 | 27.944    |
| 2010 | 23.492    |
| 2015 | 23.500    |
| 2018 | 24.574    |
| 2019 | 22.961    |
| 2020 | 25.602    |
| 2021 | 18.026    |

## Markedsføring
Sporvejsmuseet markedsføres på forskellig vis. I løbet af sæsonen udsendes der pressemeddelelser om aktuelle begivenheder og aktiviteter, ligesom der indrykkes annoncer i forskellige trykte medier. Desuden er museet aktiv på internettet med hjemmeside og på sociale medier som YouTube og Facebook. Derudover udgives der en årlig brochure i 20.000 eksemplarer, der distribueres eller udleveres til de besøgende. Der laves også årlige plakater for museet som sådan, aftenåben og julearrangementet med tegninger af John Lundgren som motiver. Plakaterne designes af Niels Bruus, der også står for de årlige plakater for museets sporvognsøl.
Sporvejsmuseet råder desuden over mobile udstillinger, der typisk følger med museumsbusserne i forskellige sammenhænge. Et fast indslag i den forbindelse er det årlige Copenhagen Historic Grand Prix på Bellahøj i København, hvor Sporvejsmuseet møder op med en museumsbus og medarbejdere til at svare på spørgsmål. I Nørrebrohallen i København er der en udstilling om hallens fortid som sporvognsremisen Nørrebro Remise og om Sporvejsmuseet.
I nærområdet er der opsat skilte på Vestmotorvejen ved frakørslerne til Ringsted, der henviser til Sporvejsmuseet som en seværdighed. Opsætningen er sket efter aftale med Vejdirektoratet. Sporvejsmuseet har desuden sponseret spillertrøjer med museets navn og logo for den lokale sportsklub Jystrup IF's fodboldhold.
På selve museet bliver der lagt vægt på, at de besøgende får en god betjening og en god oplevelse. Det er ganske væsentligt, da det både får de besøgende til at komme igen og får dem til at fortælle om museet til andre. Det blev illustreret ved en forespørgsel blandt 436 besøgende i 2017 om, hvorfor de havde valgt at besøge Sporvejsmuseet. 57 % af de førstegangsbesøgende og 70 % af de tilbagevendende angav således mund-til-mund-omtale. Derudover angav de førstegangsbesøgende især påvirkning fra sociale medier med 16 % og "kom forbi på ferie" med 12 %. Blandt de tilbagevendende nævnte 15 % til gengæld museets hjemmeside. Reklame, tv/radio og trykte medier lå i bund hos begge grupper, men det antoges, at påvirkningen herfra kunne være større og ubevidst.
Sporvejsmuseet omtaler sig selv som "Danmarks længste museum", da de to sporvejsstrækninger sammenlagt er ca. 2 km lange. Derudover omtales det også som et af verdens største eller en af de fem førende sporvejsmuseer. Det er dog ikke angivet, hvem de andre er. Sporvejsmuseet har imidlertid ved flere lejligheder angivet National Tramway Museum ved Crich i England som et forbillede. Verkehrsmuseum Remise i Wien er til gengæld verdens største sporvejsmuseum, der beskæftiger sig med en enkelt by, men det er normalt et statisk museum.

## Udgivelser og souvenirs
I Sporvejsmuseets kiosk sælges der en række bøger og hæfter, der udgives af Sporvejshistorisk Selskab. Foreningens udgivelsesvirksomhed startede med en bog om den københavnske sporvognslinje 10, da den blev omstillet til busdrift i 1968. Efterfølgende er der udgivet bøger om de fleste andre københavnske sporvognslinjer og om sporvejene i Aarhus og Odense. Desuden er der udgivet forskellige bogserier om busselskaber i København, sporvogne i København, sporvejene i Oslo og med tegninger af John Lundgren foruden forskellige enkeltstående udgivelser. Dertil kommer en sporvognskalender, der er blevet udgivet hvert år siden 1973. De ældste udgivelser er naturligvis for længst udsolgte, men det er stadig muligt at købe bøger fra så langt tilbage som 1971 i form af bøger om Århus Sporveje og den københavnske sporvognslinje 7. Derudover sælges der også forskellige bøger og dvd'er om kollektiv trafik fra andre forlag.
Da Sporvejsmuseet åbnede i 1978, blev det imidlertid også nødvendigt med andre produkter. Blandt andet blev der skabt en serie af billedhæfter om de københavnske sporvognslinjer som et billigere alternativ til linjebøgerne. Desuden kom der gang i produktion og salg af postkort, nøgleringe, kuglepenne, klip-ud-sporvogne og andre souvenirs. De er senere blevet fulgt op af blandt andet t-shirts og køleskabsmagneter med sporvognsmotiver. Derudover sælges der også mere gængse kioskvarer som is og slik.
I cafévognen ved Eilers Eg sælges der blandt andet is, drikkevarer og slik, ligesom der også er et mindre udvalg af souvenirs. Det er dog især salg af sandwich, der har vist sig at være en succes blandt de mange besøgende, der slår sig ned på bænke- og bordearrangementerne i sløjfeområdet. Der er også et mindre antal siddepladser i selve cafévogne, men de er kun for dens kunder. De besøgende er imidlertid velkomne til også selv at tage madkurv med og slå sig ned på bænkene udenfor her og flere andre steder på museet eller indendørs i Valby Gamle Remise.

## Medarbejdere
Sporvejsmuseet anlægges og drives af medlemmer af foreningen Sporvejshistorisk Selskab på frivillig og ulønnet basis. Enkelte af de frivillige medarbejdere arbejder også med kollektiv trafik til daglig, men generelt kommer de fra alle samfundslag. Der er aktivitet året rundt, og i løbet af et år præsterer de omkring 170 medarbejdere, hvad der svarer til 30-35 fuldtidsstillinger. Foreningen som helhed har ca. 1.230 medlemmer pr. 2022.
Arbejdsopgaverne varierer bredt. For publikum er det mest synlige nok kørslen med sporvogne og busser samt de medarbejdere, der tager sig af cafévognen, kiosken og rundvisninger. Dertil kommer imidlertid det løbende arbejde med restaurering og vedligeholdelse af sporvogne og busser. Der skal lægges spor og hænges køreledninger op, og både de og andre faste anlæg skal vedligeholdes. Spor der overtages skal tages op og transporteres til museet, ligesom nye vogne skal. De grønne områder skal passes, hvad enten det handler om blomsterne på museumsområdet eller fældning af træer langs strækningerne. Der skal sørges for så forskellige ting som fjernelse af skrald, opbygning af udstillinger og administration. Og reservedele, arkivalier og arvegods fra afdøde medlemmer skal sorteres.
Sporvejsmuseet varetager selv uddannelse af vognstyrere og konduktører. Konduktørerne lærer at sælge og klippe billetter, at sammenkoble vogne og de forskellige klokkesignaler i driften. Konduktørerne kan efterfølgende blive uddannet til vognstyrere. Uddannelsen til det omfatter både en teoretisk og en praktisk del. Den teoretiske del svarer til uddannelsen ved sporvejsselskaberne i sin men omfatter også forhold for Sporvejsmuseet som sådan. Den praktiske del foregår i en vogn uden passagerer. Der sluttes af med en eksamination af museets vognstyrerprøvesagkyndige, hvor både den teoretiske og den praktiske del skal bestås, og hvor der foretages bremseprøve og præsentationskørsel. Ved de udenlandske sporvogne er det derudover ofte nødvendigt med særlige uddannelser, hvilket begrænser hvor mange, der må køre med dem. I 2022 indførtes der desuden krav om, at alle vognstyrere skal til en teoretisk og praktisk prøve hvert 12. år.
For buschaufførerne er der krav om, at de har EU-kvalifikationsbevis. Desuden skal de have erhvervskørekort til bus og helst en vis kørselsrutine i forvejen, da der er tale om gamle og uerstattelige køretøjer. Ved arbejde med vedligeholdelse og restaurering er enhver form for håndværksmæssig erfaring en fordel. Har man ikke det, får man det dog gennem arbejdet. Hver af museets medarbejdere har i øvrigt en folder med dokumentation for deres kvalifikationer, køretilladelser og uddannelser, hvilket er et lovkrav.
Vognstyrerne, konduktørerne og chaufførerne er iført uniformer fra forskellige trafikselskaber. Typiske indslag er de sorte uniformer, som Københavns Sporveje benyttede fra 1931 til 1956, de efterfølgende grå der blev benyttet til 1974, og de mørkeblå som Århus Sporveje benyttede fra 1955 til 1994. Udenlandske uniformer forekommer også, da Sporvejsmuseet har flere udenlandske sporvogne og medarbejdere. Derudover er der udstillet flere mannequindukker med eksempler på ældre danske sporvognsuniformer i Valby Gamle Remise. I Bushallen er der tilsvarende mannequindukker iført chaufføruniformer passende til forskellige busser.
Medarbejderne fremhæver selv det gode sociale samvær, som det der gør det attraktivt at være aktiv på museet. Det er plads til og brug for alle, uanset evner, baggrund og eventuelle fysiske og psykiske problemer. Tilsvarende er det muligt at beskæftige sig med en mængde forskellige ting, så længe det har relation til museets drift. Det afspejler sig da også i den faglige stolthed, som mange medarbejdere med håndværksmæssig kunnen lægger for dagen. For nok er det frivilligt og med en del selvbestemmelse, men der er også professionalisme og opmærksomhed på at få tingene til at fungere. Endelig er der så forholdet til de besøgende, hvor medarbejderne kan glæde sig over, at kunne vise resultaterne af deres arbejde frem og til gengæld modtage de besøgendes anerkendelse.
Antallet af medarbejdere er steget en del i tidens løb. Aldersfordelingen har dog rykket sig, efterhånden som den første generation af medarbejdere er gået på efterløn og pension. I 1993 var der således 95 medarbejdere fordelt på 14 i alderen 29 år og derunder (14,7 %), 65 i alderen 30-59 år (68,4 %), 11 i alderen 60 år og derover (11,6 %) samt 5 med ukendt alder (5,3 %). I 2013 var der 167 medarbejdere fordelt på 21 i alderen 29 år og derunder (12,6 %), 41 i alderen 30-59 år (24,6 %), 101 i alderen 60 år og derover (60,5 %) samt 4 med ukendt alder (2,3 %). Den større andel af efterlønnere og pensionister har medført, at der nu arbejdes mere på hverdage end i weekender udenfor sæsonen.
Hvor meget de enkelte medarbejdere er aktive varierer en del. Nogle dage kan der være ekstra mange aktive, for eksempel ved jubilæer og julearrangementet. Men også onsdag er et hyppigt samlingstidspunkt for mange medarbejdere. Nogle medarbejdere har således fundet sammen i hold så som et skovhuggerhold, der fælder træer og fjerner anden bevoksning langs strækningerne. Et andet eksempel er Team 100, der har restaureret og renoveret flere sporvogne på museets værksted. Men når der også skal holdes omkring 30 sporvogne og 15 busser i drift, er der ikke tid til at tage sig af alle de restaureringsopgaver, man gerne vil. Tilsvarende kan der være åbningsdage, hvor der ikke er medarbejdere nok til tremandsbetjente vogntog med en vognstyrer og en konduktør på hver vogn, og hvor det derfor kan være nødvendigt at køre med enmandsbetjente sporvogne eller aflukkede bivogne. Særarrangementer hænger typisk også på de samme medarbejdere.
En generel udfordring er at tiltrække yngre medarbejdere. Gennemsnitsalderen er stigende, og der er et løbende naturligt frafald blandt de ældre medarbejdere. Som et tiltag blev der derfor flere gange i 2010'erne blevet arrangeret en ungdomsdag. Her fik deltagerne fremvist museet og lejlighed til at forsøge sig i driften og på værkstedet. Der blev i sagens natur ikke lagt vægt på nostalgien overfor de unge, der alligevel ikke havde oplevet sporvogne i drift i de danske byer. Til gengæld blev der lagt vægt på fællesskabet og muligheden for at dyrke mange forskellige interesser. Ungdomsdagene resulterede i nogle nye medarbejdere men ikke mange. Frivilligt arbejde tiltrækker ikke så mange unge, og der er mange konkurrerende aktiviteter.
Visse opgaver varetages af eksterne firmaer mod betaling. De fem bygninger, der blev kom til i 2014-2018, blev således opført af firmaet Vesti Olsen & Hansen, mens asfalteringen af de gadearealer, der opstod mellem bygningerne, blev udført af Colas Danmark. Udskiftningen af spor på museets forplads i 2021-2022 blev udført af Aarsleff Rail, mens selve sporene kom fra et valseværk i Tjekkiet. Sporvejsmuseets filialværksted i Østermarie på Bornholm samarbejder også med forskellige firmaer som for eksempel maskinfabrikken Trio Nexø. Den slags brug af ekstern arbejdskraft koster naturligvis men er en nødvendig følge af Sporvejsmuseets vokseværk. Betjening af publikum og de tilhørende driftsopgaver varetages dog fortsat af frivillige medarbejdere.

### Antal medarbejdere i udvalgte år
Antal medarbejdere og udførte arbejdsdage i udvalgte år. Der foreligger ikke tilsvarende tal fra senere end 2013.
| År   | Medarbejdere | Arbejdsdage |
| ---- | ------------ | ----------- |
| 1978 | 76           | Ca. 2.350   |
| 1983 | 68           | Ca. 2.250   |
| 1993 | 95           | Ca. 2.300   |
| 2003 | ?            | Ca. 4.525   |
| 2013 | 167          | Ca. 5.000   |

## Organisation
Sporvejshistorisk Selskabs bestyrelse fungerer som museets overordnede ledelse, mens den daglige ledelse varetages af en gruppe på fire afdelingschefer i samarbejde med en museumsleder. Dertil kommer så en del medarbejdere med forskellige ansvarsområder i de enkelte afdelinger. Driftsafdelingen tager sig blandt andet af kørsel med sporvogne, kiosk, udstilling, markedsføring og særarrangementer. Værkstedsafdelingen står blandt andet for restaurering og vedligeholdelse af sporvogne. Anlægsafdelingen tager sig blandt andet af anlæg og vedligeholdelse af spor, bygninger og andre faste anlæg. Busafdelingen tager sig af restaurering, vedligeholdelse og kørsel med busser. Endelig er der nogle sikkerhedsmæssige funktioner udenfor de egentlige afdelinger. På driftsdage er der desuden en vagthavende, der uddelegerer opgaver, besvarer henvendelser og fører regnskab.
Organisationen er blevet ændret nogle gange i årenes løb. Forud for museets åbning oprettedes der en museumsledelse i 1975, der bestod af museumsleder Mikael Lund og to andre. I åbningsåret 1978 var museumsledelsen vokset til at bestå af museumslederen og syv andre med hver deres ansvarsområder. I 1979 overtog Einar Hoff jobbet som museumsleder. Det havde imidlertid vist sig, at Sporvejshistorisk Selskabs bestyrelse ofte måtte inddrages i beslutningerne, så senere samme år blev museumsledelsen opløst, så bestyrelsen i stedet overtog den direkte ledelse. Einar Hoff fortsatte dog som museumsleder, mens de øvrige ansvarlige fortsatte som sektionschefer, som der også kom flere af. I 1982 overtog Mikael Lund atter jobbet som museumsleder, samtidig med at han også blev formand for Sporvejshistorisk Selskab. Han har stadig begge poster pr. 2022.
I 1993 påbegyndtes en ændring af organisationen med henblik på at skabe en ny museumsledelse. Til at begynde med blev der udnævnt en daglig koordinator. Året efter oprettedes der en driftsafdeling, en anlægsafdeling og en værkstedsafdeling med hver deres chef, som de hidtidige sektionschefer kom til at referere til i stedet for til bestemte bestyrelsesmedlemmer. Dette skulle skabe klarere kompetenceforhold og kortere beslutningsveje. Der var dog stadig nogle stabsfunktioner udenfor afdelingerne. I 2001-2002 skete der nogle forenklinger og tilpasninger, hvilket blandt andet medførte, at koordinatorfunktionen bortfaldt. I 2008 oprettedes en busafdeling med dele fra driftsafdelingen og værkstedsafdelingen.

### Samarbejde
Sporvejsmuseet er medlem af interessefællesskabet Danske Veterantogs Fællesrepræsentation (DVF). DVF er med til at give et fælles basis, når dets medlemmer skal opfylde kravene til dokumentation og sikkerhedsgodkendelse fra Trafikstyrelsen, der uddeler de nødvendige driftstilladelser. DVF blev stiftet i 1996 for at sikre et fælles regelgrundlag for drift med veterantog. Sporvejsmuseet var imidlertid undtaget fra den daværende lov om veteranbaner, da det holdt sig til en enkelt grund uden krydsning af offentlig vej. Det kom dog med i DVF i 2015 for at kunne arbejde på det nævnte fælles basis. Derudover deltog museet tidligere i det uformelle Samrådet af veteranjernbaner og -sporveje gennem en årrække. Her mødtes man en gang om året på skift hos hinanden, i 1998 for eksempel på Sporvejsmuseet, for at drøfte ting af fælles interesse så som forsikringer, markedsføring og forhold til myndighederne. Samrådet ophørte imidlertid reelt i begyndelsen af 2000'erne, da DVF var kommet til at dække de fleste af veteranbanerne.
I 1998 påbegyndtes årlige møder mellem de nordiske sporvejsforeninger, hvor der blandt andet blev mulighed for at drøfte samarbejde, driftsforhold og istandsættelse af museumsmateriel. Det nordiske samarbejde fik desuden praktisk betydning med forskelligt udlån og udveksling af materiel, ligesom medarbejderne fik mulighed for at gøre tjeneste på hinandens museumssporveje. Møderne som sådan afholdes skiftende steder. Sporvejsmuseet var første gang vært i 2000 med hovedtemaet "Vision 2010", hvor foreningerne fortalte om, hvordan de så sig selv til den tid. Anden gang var i 2019, hvor de lidt over 40 deltagere blev præsenteret for en række indlæg foruden rundvisning i museets nybyggeri og en udflugt til anlægsarbejderne på Odense Letbane.
Anskaffelsen af Hamburg-vognen HHA 3657 i 1998 og lånet af HHA 3060 året efter gav anledning til, at museet fik flere tyske medarbejdere. Udover at arbejde på vognene og deltage i den daglige drift af museet, bidrog de også til at skabe kontakter i Tyskland. For at bygge videre på det begyndte Sporvejsmuseet selv at deltage i årlige møder for sporvejsforeninger og -museer i de tysktalende lande fra 2002. Møderne afholdes også her skiftende steder. I 2006 var man således i Rostock, hvor der var indlagt en heldagsudflugt til Sporvejsmuseet med næsten 150 deltagere.
Sporvejsmuseet er desuden medlem af den europæiske paraplyorganisation Fedecrail, der skal påvirke EU-forordninger mv., der kan have betydning for veteranbaner. Lokalt samarbejdes med Ringsted Kommune og kommunens turismenetværk.

## Sikkerhed
Sporvejsmuseet er underlagt Trafikstyrelsens bestemmelser, jævnføre Jernbanelovens bestemmelser om veteranbaner der også gælder for sporveje. Styrelsen stiller blandt andet krav om, at museet skal have en gyldig ansvarsforsikring, en godkendt sikkerhedsansvarlig, udarbejdet dokumentation for sikkerhedsstyring og godkendte trafikale sikkerhedsregler og uddannelser. Ved at opfylde kravene får Sporvejsmuseets driftstilladelse for fem år ad gangen. Efterfølgende fører styrelsen så tilsyn for at sikre, at betingelserne fortsat er opfyldte.
De første mange år efter museets åbning i 1978 blev de sporvogne, der skulle køre med passagerer, synet hvert år af bilinspektøren i Ringsted. Fra 2000 skete synet på vegne af Jernbanetilsynet. Da de ophørte i 2004, kom synene til at ske på vegne af den i 2003 oprettede Trafikstyrelsen. De godkendte samme år, at synene fremover gjaldt for to år ad gangen, da de enkelte vogne ikke kørte så meget. Det betød i praksis, at man herefter kunne nøjes med at syne halvdelen af driftsvognene ved de årlige syn. I 2009 overgik synene fra bilinspektøren til en anden ekstern tilsynsførende men stadig på vegne af styrelsen.
I 2018 besluttede Trafikstyrelsen, på det tidspunkt kaldet Trafik-, Bygge- og Boligstyrelsen, at Sporvejsmuseets sporvogne og strækninger ikke længere skulle synes af en ekstern tilsynsførende. I stedet foretages der herefter et internt tilsyn, hvor der foretages stikprøvevis kontrol af vognene i forbindelse med den årlige forårsklargøring. Sporvognene skal dog stadig have en ibrugtagningstilladelse fra styrelsen, før de må køre med passagerer. Det sker på baggrund af en ansøgning med blandt andet beskrivelse af den givne vogn, betjeningsvejledning og dokumentation for brandslukningsudstyr. De busser der bruges til kørsel med passagerer på museets to busruter og til bestillingskørsler bliver synet hvert år, ligesom det også sker for et par af lastbilerne. Enkelte rene veteranbusser som trolleybussen KS 101 nøjes dog med syn hvert ottende år.
I forbindelse med færdiggørelsen af normalsporsstrækning i 1999 blev der etableret et automatisk signalanlæg på den enkeltsporede del af strækningen. Signalerne er almindelige sporvognssignaler svarende til de bussignaler, der benyttes i visse vejkryds. De blev oprindeligt aktiveret, når en vogn passerede fotoceller ved sporet, men i løbet af 2001-2003 gik man over til at benytte induktionssløjfer mellem skinnerne. Ved afgang fra endestationen Eilers Eg skal vognstyreren dog aktivere en kontakt med sin omskifternøglen til sporvognen for at få signal. Hvis signalanlægget er i uorden, benyttes en togstav i form af en messingplade, hvor kun den vogn der har den må køre på strækningen.
Undervejs på normalsporsstrækningen passeres skovvejen Gammel Sparegodtvej. Her skal vognstyrerene være forsigtige, for nok er trafikken i skoven begrænset, men det er ikke nødvendigvis alle, der er forberedte på, at der også kører sporvogne. Derudover blev normalsporet tidligere krydset af golfspillere på Skjoldenæsholm Golfcenters bane Robert Trent Jones Jr. Course ved det tidligere stoppested Tobaksmarken og metersporet på Sporvejsmuseets forplads. Der er opsat advarselsskilte begge steder. På forpladsen er der desuden et stakit for at undgå, at golfspillerne gik lige over sporet på et sted, hvor oversigtsforholdene ikke er så gode. Inde i Højbjerg Skov er der desuden en bro, der fører en skovvej over normalsporsstrækninen. Den stammer fra anlæggelsen af den Sjællandske Midtbane og er stadig underlagt Banedanmarks tilsyn, selvom der ikke har kørt tog under den siden 1936.
Siden museets åbning i 1978 har der været en enkelt ulykke. Den fandt sted 3. maj 2014, da en medarbejder tilsyneladende kom i klemme, fordi han opholdt sigt et sted han ikke måtte, da et sporvognstog skulle rangeres i remise efter lukketid. Han døde som følge af blødninger og indre kvæstelser samme aften. Ulykken blev efterfølgende undersøgt af politiet og Arbejdstilsynet, men vurderingen var, at den var selvforskyldt. Derudover er der af og til forekommet mindre uheld ved rangering og påkørsler, men der har der kun været materielle skader.

## Økonomi
Fordeling af indtægter i 2021
     Entrébilletter (52.11%)     Andre billetter og særarrangementer (3.66%)     Særkørsler med bus (4.74%)     Salgsaktiviteter (17.08%)     Offentlige og private tilskud (7.75%)     Bidrag fra medlemmer (11.74%)     Andre indtægter (2.92%)
Sporvejsmuseet indgår økonomisk i Sporvejshistorisk Selskabs regnskaber. Der skelnes mellem museet og foreningen på både indtægts- og udgiftssiden. I praksis er der dog et vist overlap, blandt andet fordi salg af foreningens udgivelser på Sporvejsmuseet indgår i dennes del af regnskabet. Modsat går arvebeløb, der kommer Sporvejsmuseet til gode, til Sporvejshistorisk Selskab. Sporvejshistorisk Selskab er godkendt som almennyttig forening i henhold til Ligningsloven § 8 A. Det udløser et skattefradrag til personer, der bidrager til foreningen, men betyder også, at foreningen slipper for at betale boafgift i forbindelse med arv. Det sidste havde ret stor betydning, da man arvede ca. 22 mio. kr. i 2014-2016, og hvor boafgiften på 36,25 % ellers ville have gjort et væsentligt indhug.
Sporvejshistorisk Selskab ejer desuden anpartsselskabet SHS Ejendomme ApS, der formelt har stået for opførelsen af Remise 3 og Magasinet på Sporvejsmuseet. Konstruktionen er valgt for at afløfte byggemomsen. Det fungerer ved, at Sporvejsmuseet betaler husleje til SHS Ejendomme ApS, hvorefter Sporvejshistorisk Selskab modtager kompensation af momsen og forrentning af anlægskapitalen. Bushallen, Remise 4 og Lastbilgaragen er til gengæld opført af Sporvejshistorisk Selskab, da de benyttes til busser og andre køretøjer, der udlejes på momsbelagt basis.
I 2021 havde Sporvejsmuseet som sådan indtægter for ca. 4,1 mio. kr. Det var et fald på ca. 0,6 mio. kr. fra året før, blandt andet på grund af et lavt besøgstal. Den største indtægt (i afrundede tal) var fra entrébilletter med 2,2 mio. kr. Andre billetter og gebyrer ved særarrangementer gav 0,2 mio. kr. og særkørsler med bus 0,2 mio. kr. Der var salgsaktiviteter for 0,7 mio. kr., primært fra kiosken og cafévognen. Ringsted Kommune gav 0,5 mio. kr. og Rutebilejernes Arbejdsgiverforenings Støttefond 0,1 mio. kr. Medlemmer af Sporvejshistorisk Selskab bidrog med 0,5 mio. kr., enten i almindelighed eller til bestemte restaureringsprojekter. Andre indtægter, så som filmoptagelser og salg af skrot, gav 0,2 mio. kr.
Der var udgifter (i afrundede tal) for ca. 5,9 mio. kr. Driftsafdelingen havde udgifter for 0,7 mio. kr., blandt andet til kioskvarer, markedsføring og brændstof til busserne. Anlægsafdelingen havde udgifter for 2,4 mio. kr., heraf 1,2 mio. kr. til renovering af Remise 1 og 0,9 mio. kr. til udskiftning af spor. Resten gik blandt til vedligeholdelse af andre bygninger, arealpleje og drift af museets lastbiler. Værkstedsafdelingen havde udgifter for 0,8 mio. kr., der primært gik til istandsættelse af sporvogne og busser. Udstillinger, elektricitet, rengøring, forsikringer og andre udgifter løb samlet op i 0,8 mio. kr. Lejeudgifter tegnede sig for 0,5 mio. kr. og afskrivninger på bygninger for 0,7 mio. kr. Busafdelingens udgifter blev ikke opgjort særskilt men indgik i Driftsafdelingen og Værkstedsafdelingens. Alle medarbejdere arbejder frivilligt, så der er ingen direkte lønudgifter. Af samme årsager risikerer man heller ikke at skulle ud i fyringer i økonomiske krisetider. Det kan dog så til gengæld gå udover byggerier og projekter.
Isoleret set havde Sporvejsmuseet et underskud på ca. 1,7 mio. kr. i 2021. Imidlertid gik en del af lejeudgifterne til SHS Ejendomme ApS, hvor den ovenstående konstruktion gav Sporvejshistorisk Selskab penge tilbage. Foreningen som sådan havde desuden et overskud på 1,0 mio. kr. Det betød at museum og forening havde et samlet underskud på 0,7 mio. kr. Den samlede balance var på ca. 58,9 mio. kr., hvoraf beholdning af værdipapirer stod for 15,6 mio. kr., anlægsaktiver for ca. 18,4 mio. kr. og kapitalinvesteringer i SHS Ejendomme ApS for ca. 24,0 mio. kr. Egenkapitalen var på ca. 39,6 mio. kr.
Som et kuriosum kan det nævnes, at kørslen med hestesporvogn og hesteomnibus havde indtægter for 21.970 kr. og udgifter for 39.500 kr. i 2020. Der var således isoleret set et underskud, men det opvejes af, at der kommer flere besøgende de dage, hvor der køres med heste. Til sammenligning var udgifterne til elektricitet til de elektriske sporvogne i øvrigt på 21.510 kr., selvom trafikken med dem var adskillige gange mere omfattende.

## Træf og kavalkader
Nogle år er der blevet afholdt træf eller kavalkader på Sporvejsmuseet, typisk i anledning af jubilæer. Andre gange er jubilæer og begivenheder blevet markeret de relevante steder.
Første gang et jubilæum blev markeret med et større arrangement på Sporvejsmuseet var 15. oktober 1988, hvor man fejrede 125 års jubilæet for de første danske sporvogne. 17 sporvogne deltog i en kavalkade, der blev sat i gang af kulturminister Ole Vig Jensen. Desuden deltog HT Museum, Falck og Carlsberg med museumskøretøjer. I weekenden 15.-16. august 1992 blev der arrangeret et bustræf. Ejerne af en række ældre og yngre busser mødtes til en kort udstilling på Rådhuspladsen i København, hvorfra der kørtes i optog til Sporvejsmuseet, hvor busserne var udstillet resten af weekenden.
13. juni 1993 deltog motorvognen KS 437 på blokvogn i indvielsen af den sidste del af Vestmotorvejen mellem Ringsted, Sorø og Slagelse. Desuden havde Sporvejsmuseet fået blandt andet HT Museum til at komme med fire veteranbusser, som folk kunne få en tur med på den nye motorvej. 9. juni 1994 var der et optog af ældre og nyere postkøretøjer fra Jystrup til Sporvejsmuseet med efterfølgende udstilling i anledning af udgivelsen af fire frimærker med sporvognsmotiver og et til fordel for Dansk Røde Kors. 19. april 1997 markeredes 25-året for nedlæggelsen af den sidste sporvej i København ved, at tre sporvogne blev kørt på blokvogne ad linje 5's rute fra Husum til Formosavej i Sundbyøster med stop undervejs. HT-orkestret og et jazz-ensemble anført af Per Vadmand og Ole Bredberg underholdt undervejs.
15. august 1999 afholdtes en kavalkade i anledning af 100-året for elektriske sporvogne med køreledning i Danmark. Kavalkaden blev sat i gang af kulturminister Elsebeth Gerner Nielsen og omfattede 17 sporvogne, heraf 4 fra HT Museum. Kavalkaden fungerede rent praktisk ved, at de deltagende sporvogne kørte hvert 6. minut på normalsporsstrækningen. Enkelte vogne måtte dog tages ud af trafik, da det satte ind med tre timers styrtregn om eftermiddagen. Ved det efterfølgende Medlemmernes dag-arrangement for medlemmer af Sporvejshistorisk Selskab 21. august 1999 blev kavalkaden gentaget i form af en kortege. 10. august 2002 blev der afholdt et træf med Volvo-busser i anledning af, at det var 50 år siden, at den første Volvo-bus med motor under gulvet blev sat i drift. Bussen med stel nummer 1 er i øvrigt Sporvejsmuseet egen, OB 10 fra Odense.
I 2002-2003 indførtes A-busnettet i København, hvilket førte til nedlæggelse af flere gamle buslinjer, heraf nogle med en fortid som sporvognslinjer. 19. oktober 2002 var således sidste dag for linje 5, og i den anledning kørte Sporvejsmuseets KS 571 et par omgange på linjen, hvor der også var indsat flere ældre driftsbusser. 24. maj 2003 gjaldt det linje 1, hvor KS 571 var ude at køre, inden linjen blev erstattet af en ny linje 15. Indimellem var den desuden opstillet foran Frederiksberg Rådhus sammen med fire andre busser. En uge efter, 31. maj 2003, afholdtes Sporvejsmuseets 25 års jubilæum, hvor kulturminister Brian Mikkelsen satte gang i en kavalkade bestående af kørsel med 28 sporvogne og syv busser, heraf tre busser fra HT Museum. Desuden var der besøg af flere udrykningskøretøjer fra Falck Museet og Andelslandsbyen Nyvang. Arrangementet blev gentaget dagen efter, dog uden ministerbesøg.
22. februar 2005 var Triangelbussen KS 41 og HR 68 fra Herlev Ruterne med til indvielsen af den ombyggede busterminal ved Lyngby Station. Her var det muligt at få korte rundture med de to busser, hvoraf HR 68 faktisk havde kørt på stedet før. Sporvejshistorisk Selskabs 40 års jubilæum blev markeret på museet med en kavalkade med danske sporvogne 11. juni 2005, der blev sat i gang af Ringsteds første viceborgmester Rasmus Kristensen. Dagen efter var der en kavalkade med udenlandske sporvogne dagen efter, ligesom der var en kavalkade med busser begge dage. Weekenden før var der blevet reklameret for arrangementet ved, at fire af museets busser kørte mellem Brønshøj Torv og Husum Torv i København 4. juni 2005.
2. oktober 2005 var KS 41 og en ny bus med til Trafikdagen på Køreteknisk Institut ved Roskilde, hvor børn og voksne kunne deltage i forskellige aktiviteter og lære om trafiksikkerhed. 7. maj 2006 kørte busserne KS 41 og KS 322 mellem Emdrup Torv og Buddinge Station i København i anledning af linje 43's 50 års jubilæum. 7. september 2008 vendte KS 41 tilbage til sin gamle rute ad Frederiksberg Allé i København i anledning af arrangementet Golden Days. Her var der fokus på mellemkrigsårene med deltagelse af en række historiske køretøjer.
100-året for indførelsen af motorbusser på Strøget i København blev markeret med en kavalkade med hesteomnibussen KO 17 og tre motorbusser på den nuværende gågade 13. juni 2013. Den ene af busserne, FS 1, stammede netop fra indførelsen i 1913. Kavalkaden blev fulgt op af et bustræf på Sporvejsmuseet 15. juni 2013 med deltagelse af 26 busser. Udover museets egne busser deltog der busser fra Bushistorisk Selskab, Busbevarelsesgruppen Danmark og tre busentreprenører. Et par måneder senere markeredes 150 års jubilæet for de første danske sporvogne, da Ringsteds borgmester Niels Ulrich Hermansen satte gang i en større kavalkade på Sporvejsmuseet 31. august 2013. 29. august 2014 kørte busserne KS 41, KS 772 og en nyleveret kollega en tur på linje 21 i København i anledning af linjens 80 års jubilæum, men det vakte dog ikke videre interesse.
Den hidtil største kavalkade fandt sted 20. juni 2015 i anledning af Sporvejshistorisk Selskabs 50 års jubilæum. Her deltog 68 kørende enheder fordelt på 42 sporvogne, 24 busser, en trolleybus og en tårnvogn. I modsætning til tidligere kavalkade, hvor vognene typisk blev præsenteret efter alder, blev de her præsenteret i den rækkefølge, de var anskaffet af Sporvejshistorisk Selskab. Ved Sporvejsmuseets 40 års jubilæum 26. maj 2018 valgtes en anden løsning, hvor der blev kørt tæt trafik med 33 forskellige sporvogne og 11 busser i løbet af dagen. 50-året for den sidste sporvogn i København markeredes ved, at flere vogne kørte som linje 5, der var den sidste, 23. april 2022.

## Film- og tv-optagelser
Sporvejsmuseet og dets sporvogne og busser har flere gange medvirket i forskellige film og tv-optagelser. Første gang var i 1976, da sporvognen KS 275 var en tur på Thorshavnsgade på Islands Brygge i København for at medvirke i et par optagelser til den fællesnordiske tv-produktion Der var krig i verden om børns oplevelser under 2. verdenskrig. Der var ikke længere spor i gaden, så der måtte snydes lidt med kameravinklerne, mens sporvognen enten blev transporteret på en blokvogn, når den skulle forestille at køre, eller stod på gaden under en tysk razzia.
Efterfølgende medvirkede museets vogne i optagelser til yderligere tre spillefilm på Islands Brygge: Tro, håb og kærlighed (1984), Take It Easy (1985) og Dansen med Regitze (1989). Ved alle tre film benyttedes havnebanesporet på Reykjaviksgade, der var det eneste sted, hvor der stadig var et intakt spor med rilleskinner i gademiljø. Til Take It Easy blev der dog også foretaget enkelte optagelser på Amagerbanens spor øst for Amagerbrogade. Men da der ikke var nogen køreledninger over sporene, måtte vognene til de tre film gøres mobile på anden vis. Til de to første benyttedes motorvognen KS 361, der i forvejen var indrettet med et aggregat af hensyn til rangering. Ved Dansen med Regitze blev et mindre arbejdskøretøj indrettet med et lille transportabelt elværk. Den blev så forbundet med motorvognen KS 327 med en lang trækstang, så det kun var motorvognen, der kom med i filmen.
På Sporvejsmuseet blev der optaget en scene til spillefilmen Den store badedag fra 1991, hvor de medvirkende tager sporvognen til stranden. I 1991 var der desuden optagelser til tv-serien Mørklægning, hvor Kurt Ravn og Henning Jensen optrådte mellem kulisser opsat til lejligheden. Ved samme lejlighed var der endvidere optagelser til tv-serien Kald mig Liva. I 2000 blev der foretaget optagelser til spillefilmen Flyvende farmor, hvor en buschauffør spillet af Jesper Langberg drømmer om at køre sporvogn og får sit ønske opfyldt ved et møde med en af museets sporvogne.
I 2002 blev der foretaget optagelser til de første afsnit af DR's tv-serie Krøniken, der foregår i 1949-1950. Her medvirkede ca. 50 af museets medarbejdere som statister. Til glæde for producenterne var deres sammensætning noget mere blandet, end det de var vant til fra castingbureauerne. Da afsnittene blev sendt i januar 2004, blev der endvidere benyttet mange still-billeder fra museet i forbindelse med annoncering og omtale af serien. Museet fik desuden et seks minutters indslag i dokumentaren Bag om Krøniken. Ved optagelser til yderligere afsnit af serien i 2005 var bussen KS 772 med på Dronning Louises Bro og Nordre Frihavnsgade i København.
Hjemme på Sporvejsmuseet var der optagelser til dramadokumentaren Den forunderlige kvanteverden med Thomas Biehl og Martin Greis som Niels Bohr og Albert Einstein i 2013. I 2018 blev de nye butikskulisser benyttet til at genskabe tidligere tider til brug for et klip til dokumentarserien Forsvundne arvinger. Desuden skete der optagelser på museet til samme års tv-serie Sygeplejeskolen, der foregår i tiden efter anden verdenskrig.
Sporvejsmuseet har desuden medvirket i en række reportager og andre tv-programmer, enten som tema eller som baggrund. Første gang var i 1979, da DR optog et program om elektrisk rock i Danmark i 25 år med Jørgen de Mylius som vært og popgruppen The Lollipops som hovedpersoner. I 1982 fik museet et 12 minutters indslag i den bedste sendetid i programmet Nostalgi på skinner om veterantog og -sporvogne. Her blev der fortalt om museet, og flere af de aktive medlemmer blev interviewet. Jørgen de Mylius vendte tilbage i 1989, da Hitlisten for maj/juni blev præsenteret på museet. Året efter var en sporvognstur på museet genstand for en pausefilm til DR's børneprogram Fjernsyn for dig.
I 2001-2003 sendte Kanal København en serie på 18 programmer produceret af TV Frederiksberg om de københavnske sporvejslinjer, hvor der indledtes og afsluttedes med optagelser fra Sporvejsmuseet. I 2004 præsenterede Jesper Theilgaard julevejret fra Sporvejsmuseet i DR's TV Avisen. I 2013 sendte TV Øst et fem minutters indslag om Sporvejsmuseet i programserien Sommersted. Samme år var et afsnit i Allan Mylius Thomsens dokumentarserie Københavnerglimt på Kanal Hovedstaden helliget byens sporvejshistorie, og her indgik der også flere optagelser fra Sporvejsmuseet. I 2017 blev Sporvejsmuseet præsenteret i et program produceret af TV København, der også blev sendt på Kanal Hovedstaden.
Sporvejsmuseet har også selv været aktiv som producent i forskellig sammenhæng. I 1992 udgav man videobåndet Danske sporvogne - historie og otium i samarbejde med HT Museum. Her blev den danske sporvejshistorie gennemgået, før der blev rundet af med optagelser fra de to museer. I 1994 forsøgte Sporvejsmuseet sig med et reklamespot på Kanal 2, men effekten af det kunne knap nok mærkes. Sporvejsmuseet nuværende YouTube-kanal, SporvognDK, blev etableret i 2011.

## Presseomtale
I tidens løb er Sporvejsmuseet blevet omtalt i pressen en række gange, enten ved særlige lejligheder eller i almindelighed. Nedenfor er gengivet nogle eksempler.
På den første åbningsdag for almindelige besøgende, 28. maj 1978, fik museet besøg af Ib V. Andersen fra Signalposten. Han var indledningsvis kritisk overfor ideen med, at de besøgende skulle køre med sporvogn til museet, da kapaciteten var for lav på dage med mange besøgende. Derudover var han dog positiv: "På den besøgende virker vognhallen med sine 6 remisespor og 1800 m² meget imponerende og veludført. (…) For sporvognenes vedkommende var kun en del af samlingen tilgængelig for publikum inde i hallen og på nogle korte skinnelængder udenfor. Men for undertegnede var der tale om et kært gensyn med flere af de gamle køretøjer, som man forhen lod sig befordre med på de københavnske sporvejsstrækninger." Om den fremtidige anlæggelse og færdiggørelse af den normalsporede strækning hed det "Som sagt, tracéen er der, men der forestår et meget stort arbejde, inden man kommer så vidt. Dog! efter at have set, hvad Sporvejshistorisk Selskab hidtil har præsteret, er der vist ingen af de besøgende, der tvivler på, at også dette mål vil blive nået med tiden."
I 1989 skrev Jørgen de Mylius i BT om genindførelse af sporvogne men kom også ind på Sporvejsmuseet: "I morgen slår Sporvejsmuseet Skjoldenæsholm på Midtsjælland portene op til en ny sæson. Frivillig arbejdskraft året igennem gør det muligt at følge dette stykke by-historie. (…) Indtil fornuften også sejrer herhjemme, må vi tage til Skjoldenæsholm for at køre i de sporvogne, der ikke bare var en gave til miljøet. De var også miljø i sig selv."
I 1991 skrev historikeren Erik Kjersgaard i Weekendavisen om et besøg på museet: "Det kræver en smule omstilling. Når man lige ser bort fra de linier, der transporterede søndagsglade københavnere til Dyrehaven, forbinder vi veteraner vist udelukkende sporvogne med storbyens tætte gader og boligkvarterer. Kørsel mellem gule rapsmarker under forårsgrønne træer falder ligesom uden for stilen. Men børnene er sikkert ligeglade." Om de aktive hed det: "Man hjemtager med filatelistens hunger efter fuldkommenhed ikke bare danske sporvogne - også busser og trolleybusser. Man restaurerer med sergenters nidkærhed for reglementeret præcision - genskaber forsvundne typer, lokaliseret til sted, årstal og dato." Og afslutningsvis: "Det ville være beundringsværdigt, hvis de morer sig storartet. Og det bekræfter de fremtidsforskere, som hævder, at et kommende fritidssamfund vil blive nødt til at udfylde fritiden med noget, der til forveksling ligner arbejde."
I 1997 skrev HK's afdeling i Næstved i sit medlemsblad om deres deltagelse i julearrangementet året før: "Det var en kold weekend, men ved Sporvejsmuseet var der sørget for varmestuer, hvor en flok af frivillige stod for salget af gløgg og æbleskiver - og de havde travlt! Børnene kunne hilse på Julemanden, der delte pebernødder ud, og der var også gratis julekalendere til børnene. En del fædre/bedsteforældre fik julelys i øjnene, da de så sporvognene, og vi fik opfattelsen af, at mange måtte "slæbes" med hjem! En stor succes."
I 2001 startede et interview i Politiken med Dansk Folkepartis kulturordfører og Ringsteds 1. viceborgmester Poul Nødgaard på Sporvejsmuseet. Han sagde blandt andet at "Museet her er kultur og idealisme. når det er bedst. Børnefamilier kan tage herud og blive mindet om vores fortid, dengang man havde sporveje." Om de 80-90 frivillige hed det: "Hvis alle skulle have haft løn, så havde der ikke ligget noget sporvejsmuseum i dag. Det ligger her i kraft af, at folk har meldt sig frivilligt." Han måtte dog erkende, at museet fik et årligt tilskud fra kommunen. Og selvom partiet i almindeligt foretrak, at flere ting hvilede i sig selv, så kunne tilskud bidrage til, at børnefamilier også kunne få råd til at komme.
I 2002 deltog Edith Rasmussen fra Jyllands-Posten og hendes familie i en tur med veterantog og -bus til Sporvejsmuseet. Om Sporvejsmuseet lød det: "Og her er alt, hvad der kan gøre sporvognsvenner bløde om hjertet. (…) Det var næsten rørende at se den veneration, som de ældre gæster havde over for de velholdte og velkørende sporvogne. De skinnende træpaneler blev strøget blidt, mens de gamle reklamer for Cirkel Kaffe og Valo blev studeret. (…) Når man har løst billet til museet, må man køre i sporvogn på den knap to kilometer lange bane, lige så meget man lyster. Vi tog et par stop med vognen fra Düsseldorf ind i Højbjerg Skov, hvor der forskellige steder er opstillet frokostborde og bænke. Her kunne vi sidde med vores æggemadder og nyde synet af de forskellige vogne, der kørte forbi."
Samme år omtalte Thomas Nykrog museet i Politikens Forlags Ture i Danmark: "I nærheden af Skjoldenæsholm Hovedgård ligger Sporvejsmuseet med udstillinger om sporvejstrafik. Museet drives med stor entusiasme af frivillige. Her er mange flotte historiske sporvogne, og hele stemningen gør besøget til en oplevelse for alle aldersklasser - også selv om man måske normalt ikke interesserer sig for den slags. Man bliver hentet ved parkeringspladsen i en gammel sporvogn, og så går det bogstavelig talt derudad."
I 2003 bragte Banen en reportage af Flemming Søeborg om museet. Han afsluttede med en omtale af aftenåbent: "Jeg lader femmeren fare og stiller mig i stedet op ude midt i sløjfen - nok er der ingen stjerner at se på himlen i aften, men der er så meget andet strålende at se på her - sporvogne med kulørte lanterner, blågrønne lysbuer og gnister, når stangen bevæger sig hen ad køretråden, gamle lygtepæle og de klassiske bliklygteskærme fra tiden før neon- og halogenlamper. I genskinnet fra lamperne anes de mange, filigrane køretråde som et gigantisk spindelvæv mod den natmørke himmel - jo, det er et fortryllende museum, hvad enten man er her om dagen eller om aftenen."
I 2013 var Line Vaaben fra Kristeligt Dagblad på besøg: "For vil man opleve fortidens sporvogne iscenesat med charme og stemning skal man tage til Sporvejsmuseet Skjoldenæsholm på Midtsjælland mellem Roskilde og Ringsted. Det er et eventyrligt sted, men man skal vide, at det findes, for man falder næppe over det. (…) Her er det som at træde ind i en tidslomme: Der er gamle plakatsøjler med reklamer for udgåede kaffemærker, der bliver spillet Liva Weel og Gustav Winckler i højtalerne, og alle medarbejderne som er frivillige sporvognsentusiaster går behørigt klædt i antikke uniformer og kasket. Og så er der sporvognene: I alle aldersklasser, nationaliteter, størrelser og farver. Nogle har træbænke, og enkelte har flere etager. For de generationer, der kan huske, hvordan det var engang, er det rørende. For dem, der er for unge til at have oplevet det, er det som at se en gammel film blive vakt til live."
I 2017 var fotografen Anne Beth Witte fra Dit Ringsted på besøg: "Der kommer altid en sporvogn og en pige til. Sådan fristes man til at bryde ud i sang, når man besøger Sporvejsmuseet Skjoldenæsholm. Når man så er færdig med at synge, får man lyst til at sige: Go home, Korsbæk på Bakken! (…) Udover at have et meget stort udvalg af historiske sporvogne og busser, som kan undersøges nærmere i Sporvejsmuseets store remise, så har museet også opbygget en museumsgade med det uofficielle navn Valby Langgade, hvor der hele tiden etableres stadig flere butiksudstillinger, som de så ud i 1940erne, 1950erne og 1960erne. Selv noget så historisk som et dansk posthus!""
I 2022 skrev tre klubber fra Dansk Model Jernbane Union om deres deltagelse i en udstilling på museet i nyhedsbrevet DMJU News. Peder Svend Pedersen og Victor Winther fra Togklodsen fortalte for eksempel: "Stedet danner en utrolig flot ramme for sådan et event. (…) Sporvognen er en god måde at komme rundt på museet og hver gang den stopper foran bushallen myldre det ind med gæster. Med til at tiltrække gæster skal det også nævnes at der blev afholdt veteranbiltræf fredag og lørdag. Det resulterede i at der pludselig var fyldt med Rolls Royce biler udenfor, og de var også så flinke til lige at kigge ind til os." Leif Ellehammer fra Slæbeskoen fortalte, at i åbningstiden "kommer der altid en masse dejligt nysgerrige og spørge lystne mennesker. Alle har forskellige forudsætninger i forhold til modeljernbanen. Så snakken går lystigt derudad."

## De besøgendes indtryk
Da Sporvejsmuseet åbnede i 1978, var der kun gået seks år siden, at sporvejsdriften var ophørt i København som det sidste sted i Danmark. Men allerede på det tidspunkt var det tydeligt, at mange besøgende opfattede sporvogne som noget meget fortidigt på linje med for eksempel vikingeskibe. Og mange af de børn, der voksede op i 1980'erne, kendte ikke engang ordet sporvogn men udbrød til gengæld begejstret "Se far, nu kommer toget!" I Sporvejsmuseets udstilling blev der derfor lagt vægt på at vise, at selvom sporvognene var forsvundet fra trafikken i Danmark, så var og er de stadig i daglig drift i mange andre lande. I 1980'erne og 1990'erne var der for eksempel et Europakort med lysende prikker, der markerede sporvejsbyer. Mange besøgende blev her overraskede over at se, at Danmark var et af de få lande uden prikker udover en i afvigende farve til at markere Sporvejsmuseet med.
De ældre besøgende kunne selvfølgelig godt huske sporvognene fra gaderne, så for dem var der tale om et nostalgisk gensyn. Men museets beliggenhed gav imidlertid også mulighed for at give de besøgende en tur ud i den midtsjællandske natur. I begyndelsen af 1990'erne blev det derfor antaget, at de fleste besøgende kom på grund af den ene af eller begge disse forhold. Udbygningen af normalsporsstrækningen betød da også, at en tur på Sporvejsmuseet siden sidst i 1980'erne har kunnet kombineres med en skovtur med indtagelse af medbragt mad. Men efterhånden som stadig flere besøgende ikke havde oplevet sporvogne selv, blev det også stadigt sværere at forklare dem, at sporvogne normalt kører i byer og ikke som på museet gennem en golfbane og ind i en skov. Opførelsen af flere nye bygninger gjorde det imidlertid muligt at lave en gade med butikskulisser i Remise 3 og Bushallen i 2016-2017. Butikskulisserne vakte hurtigt betydelig interesse blandt de besøgende. Flere besøgende omtalte det således som Matador-agtigt med henvisning til den populære tv-serie.
En ting der traditionelt har overrasket en del besøgende er, at vognstyrere og konduktører arbejder frivilligt, ligesom dem der restaurerer vogne og lægger spor også gør det. Nogle besøgende har således fejlagtigt troet, at der var tale om aftrædelsesjob for gamle sporvejsfunktionærer. Og så er vognstyreren måske i virkeligheden lærer og vagthavende en pensioneret ansat fra postvæsenet.

## Præmieringer
I 1991 var Sporvejsmuseet blandt de første modtagere af Susåprisen, der var blevet indstiftet af Susålandets Initiativråd og Fonden af 28. februar 1970 til støtte for kulturelle formål. Prisen er et keramisk relief, der er udformet af Helle Jessen, og som symboliserer det område, Suså løber igennem. Det blev efterfølgende ophængt på Sporvejsmuseet. Tildelingen af prisen blev begrundet med, at "man ønsker på denne måde at bidrage til at fremhæve den energi og den pionerånd, der ligger bag opbygning og drift af museet samt de kulturhistoriske intentioner, som bærer initiativet."
I 1996 blev Sporvejsmuseet tildelt Turistprisen for 1995 af Turist Marketing Vestsjælland. Den bestod af et diplom og en check på 10.000 kr. Ved overrækkelsen af prisen sagde formanden for Turist Marketing Vestsjælland, Hans Walther, blandt andet: "Jeres museum, der drives og udvikles alene ved frivillige foreningsmedlemmer i Sporvejshistorisk Selskab, har formået at opbygge en attraktion i vort område, som nu hører til de vigtigste på Vestsjælland. Med 22.000 gæster i 1995 blev Sporvejsmuseet amtets femte største besøgsmål, og attraktionen er under stadig udvikling senest med genopførelsen af den gamle Valby Remise. Medlemmerne af foreningen udviser en sjælden grad af entusiasme og har formået at opbygge en ægte og idérig attraktion af betydelig størrelse."
I 2004 blev Sporvejsmuseet tildelt Sparekassen sparTrelleborgs Kultur- og Turistpris 2004 på 10.000 kr. Prisen var en påskønnelse af det store frivillige arbejde, der blev ydet til gavn for turistlivet på Midtsjælland.
Ved Sporvejshistorisk Selskabs 40 års jubilæum i 2005 blev foreningen tildelt Svenska Spårvägssällskapet - Stockholmsavdelningens Hedersplakett. Plaketten, der blev ophængt på Sporvejsmuseet, består af en plade med et stykke skinne fra veteransporvejen Djurgårdslinjen i Stockholm. Desuden er der et par mindre skilte, hvor der står, at den er "tildelt for udmærkede indsatser"" og "40 enestående trafikmuseale år."
I 2006 sammenlignede BT 24 danske besøgsmål for børnefamilier, herunder Sporvejsmuseet der sammen med Odense Eventyrpas (H.C. Andersens Hus, Den Fynske Landsby m.fl.) var de eneste, der opnåede de maksimale seks stjerner. Avisen skrev i en kommentar: "Her er der mange forskellige typer af aktiviteter. Hvis man sparer frokosten og selv tager mad med, er en sporvognstur med ungerne ved rattet hele dagen værd." Omtalen af rattet dækker formentlig over Malmö-vognen ML 74, der blev benyttet som skolevogn, og hvor vognstyrerens kontroller netop er udformet som et rat.